# Elfen Lied
Elfen Lied (エルフェンリート Erufen Rīto) là một bộ manga do Okamoto Lynn sáng tác và sau đó được chuyển thể thành 13 tập anime do Kanbe Mamoru làm đạo diễn. Nội dung tác phẩm xoay quanh nhân vật chính Lucy, một cô gái thuộc loài diclonius, một giống người đột biến gen có hai sừng giống tai mèo, khá tàn bạo và khả năng điều khiển các vector như một công cụ giết người. Do từ nhỏ đã bị phân biệt và bạo đãi, Lucy chứa một mối hận thù sâu đậm với con người.
Manga ra mắt lần đầu vào tháng 6 năm 2002 trên tạp chí Weekly Young Jump ở Nhật Bản; sau đó được Shūeisha xuất bản thành 12 tập tankōbon cho đến tháng 11 năm 2005. Tác phẩm được chuyển thể thành anime và bắt đầu trình chiếu vào ngày 25 tháng 7 năm 2004, lúc này bộ manga vẫn chưa kết thúc; do đó nội dung của hai tác phẩm bắt đầu có sự khác biệt từ tập 7 manga và tập 12 anime, dẫn đến hai phần kết hoàn toàn khác nhau. Một tập OVA được phát hành ngày 21 tháng 4 năm 2005 có thêm một số tình tiết nhưng không ảnh hưởng đến nội dung tập cuối anime. 13 tập anime đã được cấp phép tại Hoa Kỳ bởi ADV Films và tại Úc bởi Madman Entertainment. ADV Films nói rằng đây là series phim bán chạy nhất và cũng tai tiếng nhất năm 2005 do họ sản xuất.
Elfen Lied tập trung khai thác những chủ đề tha hoá xã hội, lòng hận thù, ghen ghét, lòng vị tha và đề cao giá trị của mọi cá thể. Tác phẩm nhằm vào đối tượng seinen, xuất hiện khá nhiều cảnh khỏa thân, kích thích tình dục, bạo lực cả về thể xác lẫn tâm lý,... và chủ yếu được xếp vào các thể loại ecchi, kinh dị, tâm lý, drama. Một số chi tiết của Elfen Lied như hình ảnh, tính cách nhân vật hay các cách thức, khả năng đặc biệt của nhân vật nữ được cho là có vay mượn từ các tác phẩm với chủ đề tương tự như Cô gái tiên nữ, 3x3 Eyes, hoặc Gunslinger Girls.
Tựa của manga/anime (phát âm [ˈɛlfən liːt]) được lấy từ một bài hát tiếng Đức mang tên "Elfen Lied" (tên tiếng Anh: "Elf Song" - Bài hát của yêu tinh), do nhà soạn nhạc người Áo Hugo Wolf sáng tác, dựa theo bài thơ cùng tên của nhà văn người Đức Eduard Mörike. Ở chương cuối của manga, Lucy đã hát bài "Elfen Lied" trên ngọn hải đăng, vừa chống lại hoả lực của con người vừa cứu mạng Kouta. Trong anime, bài hát này không được nhắc tới.

## Diclonius
Nội dung Elfen Lied giới thiệu một giống loài hư cấu: diclonius, dạng đột biến của con người với cặp sừng nhỏ trên đầu như đôi tai mèo. Họ có thể giết người hay điều khiển mọi vật thể từ vị trí xa (khống vật) tuỳ theo giới hạn vector của mỗi người. Vector có thể hiểu như là những cánh tay vô hình thường xuyên dao động, điều khiển bởi tần số từ tuyến yên trong não của các diclonius và chúng di chuyển rất nhanh, có thể cắt xuyên qua kim loại. Giới hạn vector của mỗi diclonius là khác nhau, chẳng hạn của Lucy là 2 mét, Nana 5 mét, và Mariko lên đến 11 mét. Họ cũng có những ngoại quan có thể cảm nhận được sự hiện diện của những người khác trong cùng chủng tộc.
Diclonius sinh sản bình thường như con người, và từ đó họ sinh ra những đứa trẻ cùng chủng tộc hay lây nhiễm virút diclonius cho đối tượng quan hệ nếu người đó không cùng dòng giống. Trường hợp con người và diclonius (hay người mang mầm virút đó) sinh sản, những đứa trẻ của họ sẽ là diclonius thế hệ thứ hai hay còn gọi là silpelit. Những silpelit không giống như diclonius bình thường, họ chỉ có thể là nữ giới và vô sinh, phát triển thể chất nhanh gấp hai lần so với tuổi thọ và được miễn dịch theo nghĩa thông thường. Họ có thể sử dụng các vector của mình ở một khoảng cách xa hơn rất nhiều so với các diclonius nhưng sức mạnh của nó bị hạn chế.. Những hiện tượng trên dẫn tới một tổ chức giống loài tương tự như loài ong, trong đó Lucy đóng vai trò như ong chúa, là diclonius duy nhất thực sự có khả năng sinh sản.
Hầu hết các diclonius trong manga đã có thể giết người khi chỉ mới 3-4 tuổi, có lẽ là do bản năng vốn có của giống loài này. Tuy nhiên, mạch truyện cho thấy rằng bản tính tàn nhẫn của diclonius chỉ có một phần phụ thuộc vào bẩm sinh và phần còn lại phát tác do sự khinh miệt và ngược đãi mà con người gây ra trên thể xác và tâm lý các diclonius. Những người nghiên cứu giải thích rằng diclonius sinh ra chỉ để huỷ diệt thế giới, và ngụ ý xem Lucy là người thừa hưởng toàn bộ bản năng giết chóc của dòng tộc. Lucy cũng thừa nhận trong manga/anime tập cuối rằng «tôi sinh ra là để tiêu diệt loài người». Câu chuyện cũng cho thấy diclonius phải chịu những chấn động tâm lý nghiêm trọng và từ đó thay đổi nhân cách, ví dụ: Lucy đã bị dày vò bởi bạn cùng lớp và chứng kiến họ giết con vật cưng của cô lúc còn bé, trong khi Mariko sinh ra trong hoàn cảnh bị bỏ bê và chịu những cuộc thí nghiệm tra tấn. Rõ ràng khuynh hướng sát nhân của họ là do sự lạm dụng ngay khi mới sinh ra. Hỗ trợ quan điểm này là tính cách của nhân vật Nana. Không giống như các diclonius khác, Nana có bản chất tốt tự nhiên và từ chối giết người khi nhận mệnh lệnh của Kurama. Kurama ngụ ý nhân cách của Nana là kết quả trực tiếp từ việc anh đã chăm sóc và điều trị ân cần cho cô như con gái ruột trong lúc cô đang phải chịu đựng những thí nghiệm tra tấn kinh hoàng và khủng khiếp ở Viện nghiên cứu Diclonius. Mặt khác, những cảm xúc như con người của diclonius, điển hình là mối quan hệ thân thiết giữa Lucy và Kouta trong thời thơ ấu, nhân vật ôn hoà như Nana, sẵn sàn hy sinh vì cha như Mariko cho thấy khả năng đồng cảm của diclonius với con người.
Tuy vậy, nhìn chung những nhà nghiên cứu coi các diclonius không gì hơn là một mối nguy đối với nhân loại. Các diclonius ở viện nghiên cứu bị giam giữ riêng biệt, không thể cử động và chỉ được nuôi ăn qua đường ống.

## Nội dung

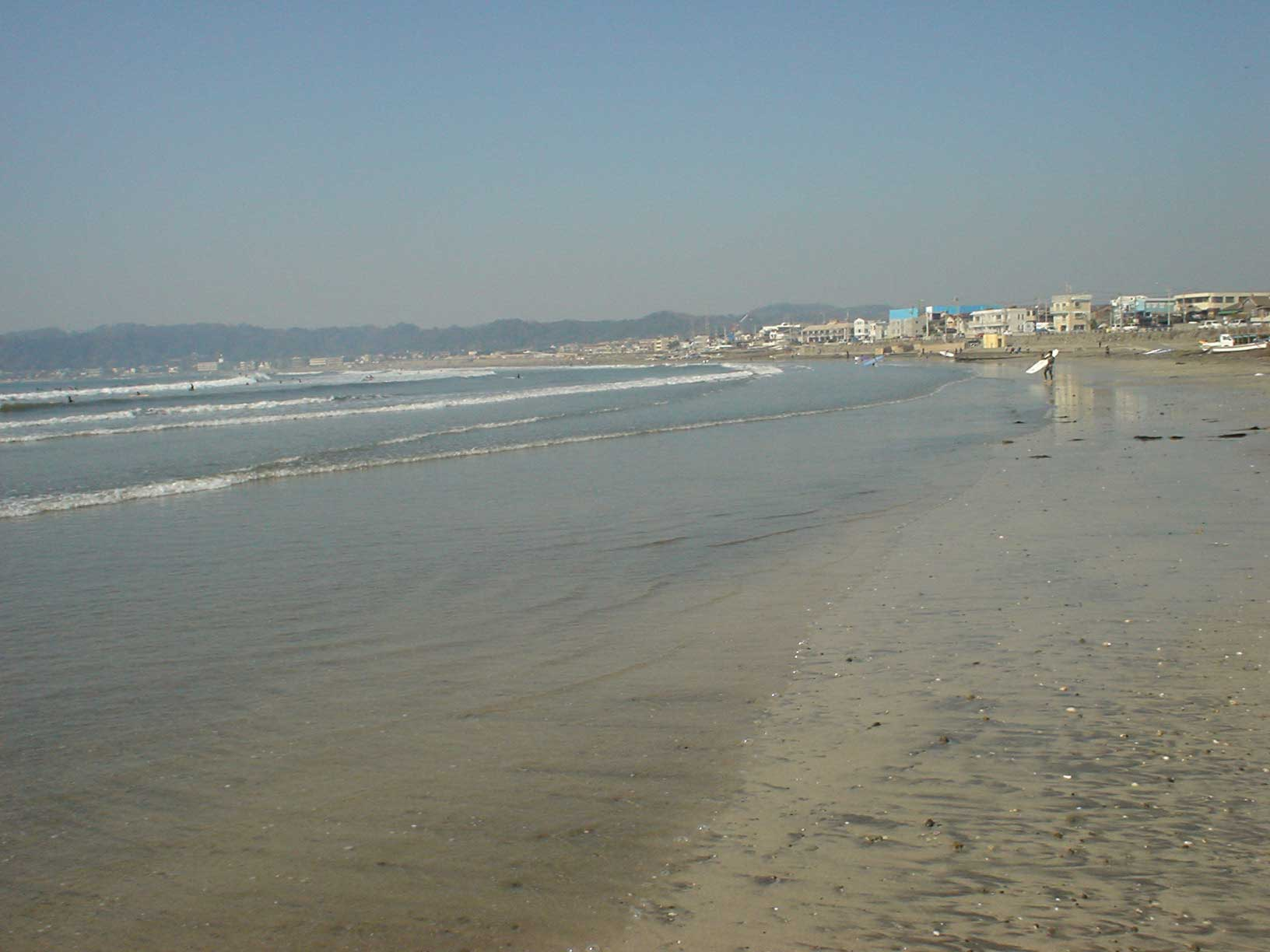
Bãi biển Yuigahama ở Kamakura.

Câu chuyện bắt đầu bằng cuộc chạy trốn của cô gái trẻ Lucy từ một viện nghiên cứu trên một hòn đảo ngoài khơi Kamakura ở Kanagawa, Nhật Bản. Không vũ trang và không mặc thứ gì trên người ngoài chiếc mũ kim loại bịt kín khuôn mặt, Lucy lạnh lùng phế tay chân và giết chết các nhân viên bảo vệ đang truy sát bằng một thứ siêu năng lực kì lạ rồi thoát ra ngoài. Những giây phút cuối cùng trước khi trốn thoát, cô bị bắn tỉa từ sau lưng bằng đầu đạn chống tăng .50 BMG gây ra một vết thương dẫn đến việc cô bị phân ra hai nhân cách. Lucy rơi từ mỏm đá xuống biển, chảy máu ở đầu và bất tỉnh.
Sáng hôm sau, một thanh niên tên là Kouta chuyển đến Kamakura để bắt đầu học tập ở trường đại học trong khu vực. Yuka chào đón người anh họ của cô và cho phép anh ở lại trong một quán trọ bỏ hoang cũ kĩ (ryokan trong tiếng Nhật) của gia đình mình, với điều kiện phải giữ nó gọn gàng và sạch sẽ. Kouta đã từng đến nơi này cách đây 8 năm khi anh còn nhỏ, và anh quên sạch những sự kiện diễn ra ở đây sau cái chết bi thảm của cha và em gái mình, kể cả Yuka. Chiều hôm đó, Kouta và Yuka đi dạo trên bãi biển Yuigahama, nơi mà họ nhìn thấy Lucy. Vì vết đạn bắn, Lucy trở thành Nyu - một nhân cách khác của cô, nhân cách này ngây thơ như trẻ con, ngoan ngoãn, hiền lành và không biết nói gì khác ngoài từ "Nyu". Không biết làm gì với cô, và dù cô có cặp sừng trên đầu, Kouta và Yuka đành đưa Lucy về nhà để chăm sóc và bảo vệ cô. Họ đặt tên cô là Nyu theo như từ cô thường gọi. Trong khi đó, quản lý Kurama - trưởng phòng thí nghiệm tại viện nghiên cứu nọ, đã gửi đến Kamakura các đơn vị đặc nhiệm của cảnh sát Nhật Bản (S.A.T) để truy lùng cô gái diclonius. Bandou, một thành viên của đơn vị đặc nhiệm rất hung hăng và tàn bạo, phát hiện ra Nyu trên bãi biển, sau khi cô bỏ chạy khỏi quán trọ do bị Kouta trách mắng việc làm hỏng kỉ vật của em gái anh. Bị Bandou tấn công, Lucy quay về con người thật hung ác, cô phế tay trái, làm gãy tay phải và phá hỏng hai mắt anh. Tuy nhiên sau đó Lucy lại mất kiểm soát nhân cách và biến lại thành Nyu rồi bỏ chạy, Bandou nhờ đó may mắn thoát chết. Mayu, một cô bé vô gia cứ vừa bỏ nhà ra đi do bị người cha dượng quấy rối tình dục, đã giúp Bandou cầm máu và tìm người giúp đỡ anh.

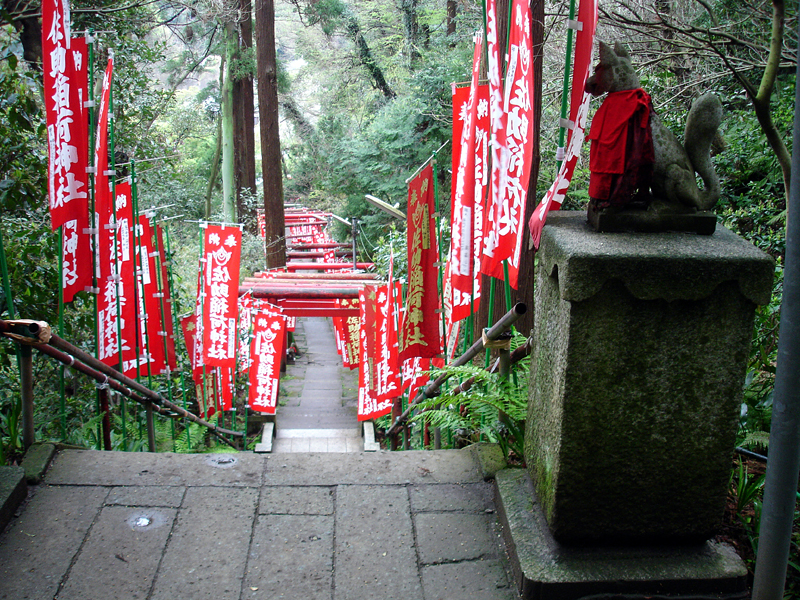
Bậc thang dẫn đến đền Sasuke Inari ở Kamakura.

Sau thất bại của S.A.T, Kurama tiếp tục gửi Nana, một silpelit nhỏ tuổi xem anh như người cha tinh thần, làm nhiệm vụ trinh sát dò la tin tức của Lucy do các diclonius có thể cảm nhẫn thấy sự hiện diện của nhau. Hai người gặp nhau khi Lucy đã quay về bản chất cũ. Nana muốn nhận được lời khen từ Kurama nên đã giao chiến với Lucy, kết quả cô bị phế cả hai tay lẫn hai chân trước sự chứng kiến của Mayu. Khi Nana sắp bị giết thì Kurama và quân tiếp viện xuất hiện ứng cứu kịp thời. Nhân cách của Lucy lại biến đổi lần nữa và cô quay về quán trọ. Kouta và Yuka quyết định mang Nyu đến trường vì không muốn cô gây ra chuyện khi ở nhà một mình. Họ tham dự một lớp học được giáo sư Kakuzawa giảng dạy, người có liên quan đến cơ sở nghiên cứu đang truy tìm Lucy và bản thân cũng là một diclonius. Ông bịa ra câu chuyện rằng Nyu là con của anh trai ông và giữ cô lại. Chủ ý thật sự của Kakuzawa là muốn Lucy sinh cho ông những đứa con diclonius và trở thành chúa tể của một chủng tộc mới thay thế con người. Lucy bỗng lấy lại nhân cách cũ và sau khi nghe Kakuzawa nói rõ dã tâm của mình, cô giết chết ông rồi bỏ chạy. Kouta, cảm thấy lo lắng, quay trở lại văn phòng và gặp nữ trợ lý của Kakuzawa là Arakawa, một nhà nghiên cứu cùng làm việc với ông trong việc tạo ra loại vắc-xin chống lại các virút lây truyền qua vector của diclonius; cả hai phát hiện xác của Kakuzawa, và Arakawa yêu cầu Kouta quay trở về đồng thời giữ bí mật về việc này, mọi việc cứ để cô lo liệu. Sau này Arakawa bị bắt cóc bởi giám đốc Kakuzawa, vốn là cha của vị giáo sư nọ và là tổng giám đốc Viện nghiên cứu Diclonius, ông ép buộc cô phải làm việc dưới trướng của mình. Lúc này Kouta và Yuka đã tìm được Nyu với nhân bản hiền lành ở đền Sasuke Inari, họ cũng đón nhận cô bé Mayu cùng sống chung nhà.
Quản lý Kumara cung cấp tay và chân giả cho Nana sau cuộc chiến với Lucy. Không tuân lệnh giám đốc Kakuzawa, người ra lệnh giết Nana do cô không còn hữu dụng, Kurama bí mật giải thoát cho cô và giúp cô chạy trốn với hy vọng cô sẽ có một cuộc sống bình thường và hứa rằng một ngày nào đó hai người sẽ gặp lại nhau. Sau khi gặp lại Mayu, Nana được đón nhận vào quán trọ và họ xem cô như là một thành viên trong gia đình.

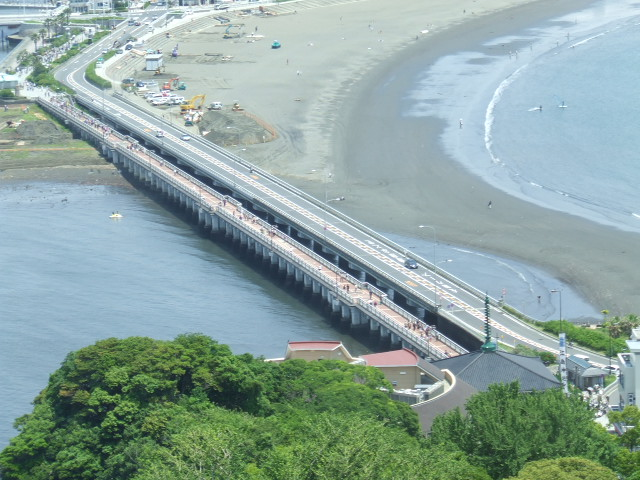
Cây cầu bắc qua đảo Enoshima.

Giám đốc Kakuzawa, sau khi biết được sự bất tuân của Kurama, đã gửi đến Kamakura silpelit mạnh nhất đang bị giam cầm làm thí nghiệm, Mariko, con gái ruột của Kurama được sinh ra sau khi anh bị nhiễm virút diclonius. Trên cây cầu qua đảo Enoshima, Mariko và Nana đã giáp mặt và đấu với nhau một trận, nhưng Kurama đột nhiên xuất hiện và anh vẫn quyết định giết chết con gái mình như đã làm cách đây 5 năm khi Mariko mới sinh. Kakuzawa cho nổ lên bầu trời Tokyo một quả tên lửa vũ trang chứa đầy virút diclonius để lây nhiễm mầm bệnh cho trẻ em Nhật Bản sơ sinh và từ đó lây lan ra dân số trên toàn thế giới. Trong khi đó, Mariko và Lucy đã biến đổi nhân cách giao chiến với
nhau. Cô silpelit vì bảo vệ cho cha ruột nên đã hy sinh mạng sống và trước khi chết còn kịp làm gãy hai sừng của Lucy, biến cô trở lại thành Nyu trong một thời gian. Kurama quá đau lòng sau cái chết của con gái đã hoá điên và tạm sống cùng với Bandou, anh đã được lắp tay giả và mắt nhân tạo sau khi bị Lucy phá hỏng.
Vài tháng sau, những bà mẹ khi khám thai đã phát hiện con của họ bị mang dị tật với hình dáng của diclonius, hậu quả do tên lửa của Kakuzawa. Kakuzawa gửi một lực lướng mới truy tìm Lucy để hoàn thành kế hoạch đã nuôi mộng từ lâu, được làm bá chủ của một thế giới không có con người. Bandou, người sống ẩn dật cùng với Kurama trên bãi biển Yuigahama, đã xuất hiện kịp thời giải thoát cho Nana và Mayu khỏi tên sát thủ đầu tiên. Không may, Bandou vẫn nhớ mối hận thù khi xưa với Lucy nên đã tấn công khi gặp cô, Lucy trở về nhân cách thật và đi đến nơi quyết đấu với Bandou. Khi trận chiến đang diễn ra ác liệt, Mayu xuất hiện và cố gắng ngăn họ lại, nhưng không lay động bởi lời cầu khẩn của cô, anh vẫn tiếp tục tấn công; trong lúc sơ ý, Bandou bị Lucy dùng vector xẻ đôi cơ thể. Tuy nhiên Lucy cũng bị thương và biến đổi nhân cách trở lại thành Nyu.
Ngay sau đó, Kakuzawa lại tung ra một làn sóng tấn công mới vào thẳng quán trọ, Kouta cố gắng bảo vệ cho mọi người nên bị bắn trúng. Thấy anh bị thương, Lucy trở lại nhân cách thật và giết gần hết những kẻ xâm nhập. Giờ phút đó, Kouta đột nhiên nhớ ra mọi chuyện cách đây 8 năm, và chính Lucy là người giết cha và em gái anh. Lucy tiếp tục truy đuổi những kẻ còn lại, nhưng cuối cùng cô bị bắn hạ và đưa về đảo nghiên cứu. Lúc này, Kakuzawa đã biến con gái mình là Anna, thành một con quái vật mất hết tâm trí, và cưỡng ép mẹ của Lucy sinh cho ông một đứa con trai diclonius thuần khiết. Cô tức giận, phá huỷ các cơ sở trên đảo, giết chết Kakuzawa cùng con trai ông (vô tình giải thoát Anna ra khỏi cơ thể con quái vật). Trong khi đó, nhà khoa học Arakawa đã tìm ra loại vắc-xin chữa trị virút diclonius và chạy thoát khỏi hòn đảo lúc này đã tan hoang.

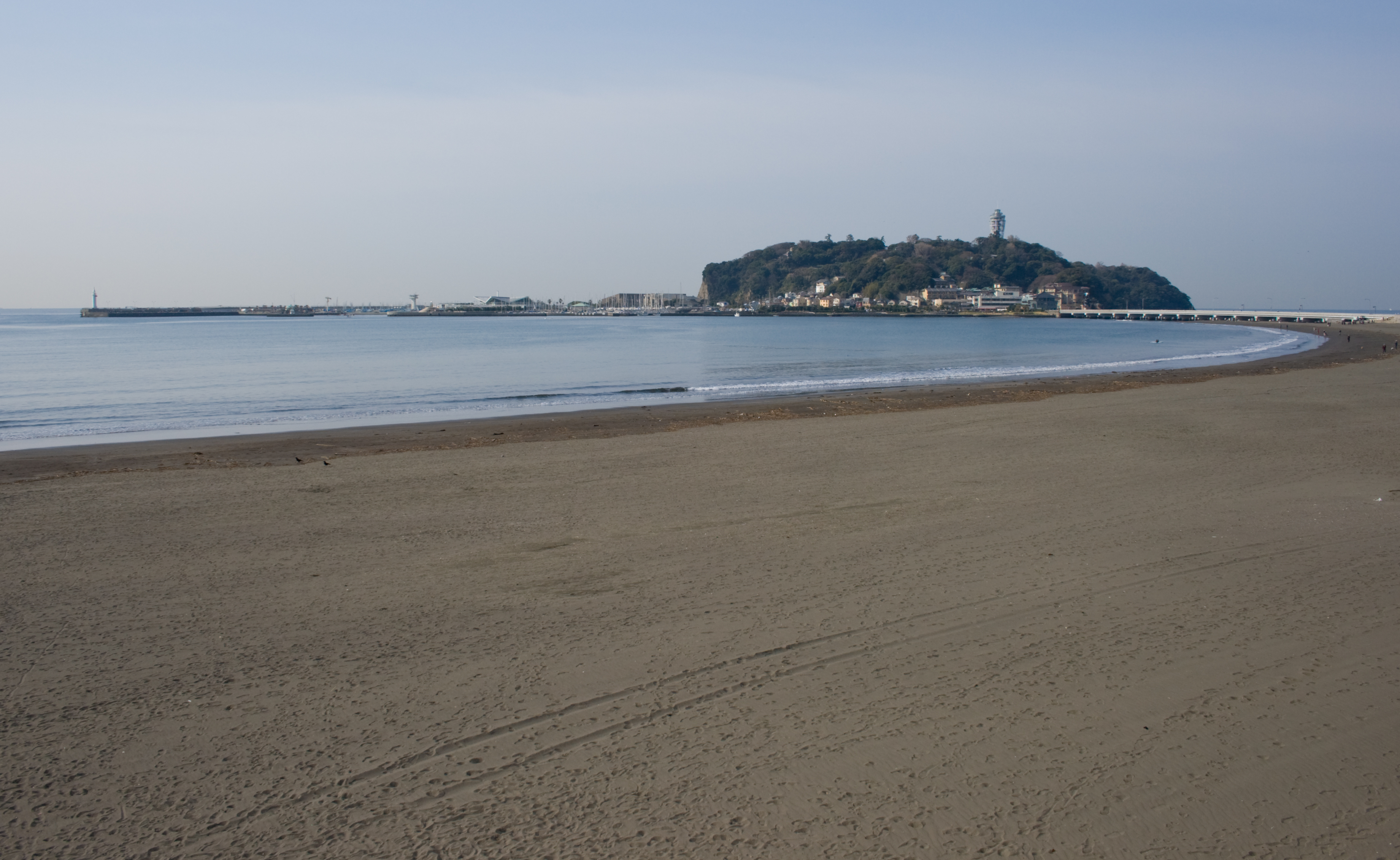
Đảo Enoshima (chú ý ngọn hải đăng cao nhất đảo)

Lucy quay trở về Kamakura để tìm Kouta, anh yêu cầu cô đi đến ngọn hải đăng Enoshima, nơi mà em gái anh thích đến khi còn sống. Tại đây anh đã bắt Lucy phải hứa rằng từ nay cô không được giết người nữa, sau đó anh sẽ tha thứ cho cô. Lucy chấp nhận, không may Kurama (lúc này đã tỉnh táo) xuất hiện và vô ý bắn trúng Kouta. Lucy dùng sức mạnh thần kì của diclonius để chữa thương cho anh và cơ thể của cô dần tan rã. Mọi người trong quán trọ lúc đó cũng có mặt trên ngọn hải đăng và bị các Lực lượng Vũ trang Nhật Bản tấn công. Do cái chết đã đến gần, linh hồn Lucy và Nyu thoát ra khỏi cơ thể tan rã của Kaede, người đang chuẩn bị tiêu diệt cả thế giới. Hai linh hồn nhắc lại lời cầu xin của Kaede 8 năm trước, rằng Kouta hãy giết chết cô nếu sau này cô trở nên độc ác, và anh buộc phải dùng súng bắn chết Lucy.
Bốn tháng sau, vết thương của Kouta hoàn toàn hồi phục và cuộc sống của các nhân vật chính trở lại bình thường. Nhờ vắc-xin của Arakawa, nhân loại đã thoát khỏi thảm họa virút diclonius. Mọi chuyện xảy ra y hệt một giấc mơ khi các nhân vật tưởng chừng đã chết từ lâu đột nhiên xuất hiện như Bandou, gặp lại Mayu trên bãi biển Kamakura. Sau đó, Kouta và Yuka kết hôn. Mười năm sau, Kouta cùng con gái quay trở lại khu rừng nơi anh lần đầu tiên gặp Kaede. Anh luôn đến đây hàng năm mỗi lần kết thúc lễ hội hè như đã hứa với Lucy và Nyu. Con gái anh phát hiện bức thư mà Kaede đã chôn xuống đất suốt 18 năm, Kouta bật khóc và tự nhủ: "Cuối cùng anh cũng tìm thấy em rồi". Ngay lúc đó, một cặp song sinh (có khả năng là kiếp sau của Lucy và Nyu) xuất hiện, nói rằng "Chúng tôi đến đây để gặp lại một người. Một người bạn rất quan trọng."...

## Sự khác nhau giữa manga và anime
Anime đã kết thúc một năm trước khi manga phát hành tập 12, cũng là tập cuối của bộ truyện. Điều này đã gây ra một số điểm đối lập hoàn toàn cho hai loại tác phẩm, đặc biệt ở tập 7 manga và tập 12 loạt phim. Trong anime, kết quả sau trận chiến giữa Mariko và Lucy có sự thay đổi, khi mà cả Mariko lẫn Kurama cùng chết, và Lucy có khả năng vẫn còn sống ở tập cuối, tương ứng với một kết thúc mở. Còn trong manga, Kurama vẫn còn sống và đã gây ra nhiều tình tiết ở những tập sau; Lucy thật sự chết ở tập cuối khi Kouta thực hiện lời hứa thời thơ ấu giữa họ, giết chết cô để cô không còn làm hại ai nữa.
Một số nhân vật trong manga gần như bị bỏ quên trong anime hoặc ngược lại, như Nozomi hay Kakuzawa Anna và một số người khác. Ngoài ra, hộp nhạc chơi giai điệu «Lily» là một chi tiết độc đáo của anime mà không hề xuất hiện trong manga, và bài thơ Elfen Lied được xem như là nguồn gốc của tựa đề tác phẩm chỉ được nhắc đến trong manga.
So với manga, anime ít tiếp cận đến chiều sâu các vấn đề về diclonius. Virút diclonius được giải thích kém chi tiết hơn qua sự giải thích của giáo sư Kakazawa về tình trạng nửa diclonius và mối quan hệ giữa dòng họ của giáo sư với Lucy, trong đó bao gồm đoạn ông bộc lộ dã tâm của mình là dùng diclonius để thống trị thế giới thay thế con người.
Theo miêu tả về diclonius nữ trong anime, tất cả họ đều có mắt và tóc một màu hồng đồng nhất; còn ở manga, Lucy có mái tóc màu hồng, Mariko màu hồng nhạt ánh vàng và Nana màu tím thẫm. Ngoài ra, những nhân vật diclonius trong anime có vẻ như bị giới hạn về số lượng cũng như giới hạn vector mà điều đó không hề có trong manga.

## Nhân vật chính
Đoạn dưới đây mô tả ngắn gọn các nhân vật chính trong manga/anime cùng những seiyū lồng tiếng cho phiên bản gốc anime tiếng Nhật:
Lucy (ルーシー Rūshī)/ Nyu (にゅう Nyū)
Seiyū: Sanae Kobayashi.

Từ trái sang Mayu, Yuka, Lucy và Nana.

Lucy là một cô gái đột biến gen sở hữu cặp sừng nhỏ trên đầu, thuộc tộc người Diclonius có thể dịch chuyển đồ vật nặng bằng những cánh tay vector vô hình. Cô có vẻ ngoài khả ái và vô hại với mái tóc hồng ngang vai. Khoảng năm 15 tuổi, Lucy bị bỏ rơi tại trại trẻ mồ côi lúc mới sinh, lúc đó tên cô là Kaede. Hồi nhỏ cô đã gặp Kouta, cậu bé có trái tim nhân hậu đồng thời là người cứu rỗi Lucy. Vì những hiểu lầm đáng tiếc, Lucy giết hại cả gia đình Kouta khiến cậu bé trở thành trẻ mồ côi, gặp cú sốc tinh thần và mất trí nhớ. Dù vậy Kouta vẫn là mối tình đầu khó quên của Lucy. Sau đó, Lucy bị bắt và trở thành vật thí nghiệm trong Viện nghiên cứu Diclonius của Kakuzawa, chịu đựng nhiều tổn thương về thể xác lẫn tinh thần. Lucy mang nỗi căm hận loài người, sau nhiều năm cuối cùng cô cũng tìm được cơ hội chạy trốn nhưng bị bắn vào đầu và biến đổi nhân cách thành Nyu. Không giống như Lucy trầm tính, xa cách mọi người, lạnh lùng và tàn nhẫn, Nyu ngây thơ như một đứa trẻ, thân thiện với tất cả mọi người xung quanh, hiền lành, vô hại, rất mến Kouta và không biết sử dụng vector của mình. Khi Nyu bị tấn công hay đầu bị va chạm thì sẽ biến trở lại thành Lucy, ngược lại khi nhận được sự yêu thương, che chở từ Kouta, cô lại biến thành Nyu. Nhưng thân phận của Lucy bị bóc trần bởi sự xuất hiện của các Diclonius khác, Kouta cũng lấy lại trí nhớ. Để bảo vệ sinh mạng của người mình yêu, Lucy rời khỏi nhà Kouta và chấp nhận đối mặt với những kẻ truy bắt Diclonius. Ở tập cuối của anime, việc Lucy còn sống hay chết vẫn chưa được làm rõ.
Kouta (コウタ Kōta)
Seiyū: Chihiro Suzuki.
Kouta là một thanh niên 18 tuổi chuyển đến Kamakura để học đại học. Anh được sống trong một quán trọ cũ của gia đình cô chị em họ Yuka và chịu trách nhiệm giữ nó gọn gàng, sạch sẽ. Hồi nhỏ, Kouta là người duy nhất không sợ hãi Kaede và đối xử với cô như bạn bè. Vì những cảm xúc tiêu cực, sự ích kỷ khiến Kaede ra tay sát hại cả nhà Kouta. Cái chết của gia đình khiến Kouta sốc, mất trí nhớ và mang nỗi đau lớn trong suốt cuộc đời còn lại. Anh cũng không nhớ mặt Kaede và tự cho rằng gia đình anh bị tai nạn mà mất. Một phần vì những mất mát này mà anh rất hay bảo vệ và lo lắng cho những người mà mình từng gặp trong suốt bộ truyện.
Yuka (ユカ)
Seiyū: Mamiko Noto.
Yuka là chị em họ của Kouta, cô đã nảy sinh tình cảm với anh từ lúc còn bé. Cô quyết định học ở cùng trường đại học với Kouta để luôn được ở bên cạnh anh. Cô cũng có một chút ghen ghét khi nhìn thấy Kouta và Nyu gần gũi với nhau. Cô là người tốt bụng và quan tâm đến mọi người như Kouta.
Mayu (マユ)
Seiyū: Emiko Hagiwara.
Mayu là một cô bé 13 tuổi bỏ nhà ra đi do bị người cha dượng quấy rối tình dục và sự thờ ơ của mẹ ruột - người đã thừa nhận yêu chồng kế hơn cả con gái mình. Cô sống lang thang trên bãi biển cùng với Wanta, chú chó mà cô xem như là người bạn của mình chứ không phải con vật nuôi. Họ sống qua ngày nhờ những thức ăn thừa trong một tiệm bánh ở thành phố. Cô gặp Kouta, Yuka và Nyu khi đi đến quán trọ để trả cây dù họ làm rơi trên bãi biển.
Nana (ナナ)
Seiyū: Yuki Matsuoka.
Nana, hay còn được gọi với biệt danh Số bảy là một silpelit trẻ tuổi bị Kakuzawa bắt về thực hiện các thí nghiệm khủng khiếp kiểm tra độ nhạy bén và khả năng chịu đựng của diclonius khi vừa mới sinh ra. Không giống như các diclonius khác, Nana có một sự đồng cảm khá sâu sắc và những biểu hiện về sự tồn tại của cảm xúc con người, điều đó khiến cô trở nên trái ngược hoàn toàn với tính cách lạnh lùng và lạnh giá của Lucy, phần lớn tính cách ấy là do cô luôn nhận được sự yêu thương của quản lý Kurama, được cô xem như người cha tinh thần và có một sự phụ thuộc mãnh liệt. Nana có giới hạn vector cao hơn Lucy, cô cũng dùng chúng để vô hiệu hoá tuyến yên của các diclonius khác.

## Manga
Manga Elfen Lied, sáng tác bởi Lynn Okamoto, được ra mắt từ giữa tháng 6 năm 2002 đến tháng 8 năm 2005 tại Nhật Bản trên tạp chí hàng tuần Yuong Jump; vài tháng sau khi phát hành, nhà xuất bản Shūeisha đã tập hợp các chương lại thành các tập tankōbon, cuối cùng 12 tập truyện với tổng cộng 107 chương đã được xuất bản tại Nhật và nhiều nước khác.
Theo tác giả, Elfen Lied ban đầu chỉ có kế hoạch sáng tác 2 tập, và nhờ nhận được sự ủng hộ nhiệt liệt từ đọc giả đã tạo nguồn động lực thúc đẩy ông nâng độ dài câu chuyện để đáp ứng mong đợi của họ.
Suốt 3 năm phát hành manga đã cho thấy sự tiến bộ rõ rệt trong phong cách vẽ của Lynn Okamoto. Nói theo cách của mình, ông nhận xét rằng tập truyện đầu tiên được ra mắt với một «nét vẽ rất vụng về và trẻ con», ông nhận ra sự thiếu sót đó và quyết định nâng cao kĩ thuật vẽ của mình hơn, mặc dù «đã sử dụng rất nhiều cách để thu hút người xem».
Năm 2008, tuy chưa có giấy phép cho các bản dịch manga chính thức bằng tiếng Anh, nhưng các nhà xuất bản lớn như Tokyopop, Ever Glory Publishing Co., Ltd. và Grupo Editorial Vid đã mua được bản quyền và phát hành truyện tại các nước tương ứng của họ là Đức, Trung Quốc và Tây Ban Nha
Bảng dưới đây liệt kê các tập truyện cùng ngày phát hành của chúng tại Nhật Bản:
| Tập truyện | ISBN                             | Ngày phát hành tại Nhật | Số chương |
| ---------- | -------------------------------- | ----------------------- | --------- |
| 01         | ISBN ngày 4 tháng 8 năm 876358-0 | Tháng 10 năm 2002       | 01 - 07   |
| 02         | ISBN ngày 4 tháng 8 năm 876379-3 | Tháng 12 năm 2002       | 08 - 17   |
| 03         | ISBN ngày 4 tháng 8 năm 876406-4 | Tháng 2 năm 2003        | 18 - 27   |
| 04         | ISBN ngày 4 tháng 8 năm 876446-3 | Tháng 5 năm 2003        | 28 - 38   |
| 05         | ISBN ngày 4 tháng 8 năm 876477-3 | Tháng 8 năm 2003        | 39 - 48   |
| 06         | ISBN ngày 4 tháng 8 năm 876513-3 | Tháng 11 năm 2003       | 49 - 60   |
| 07         | ISBN ngày 4 tháng 8 năm 876579-6 | Tháng 3 năm 2004        | 61 - 71   |
| 08         | ISBN ngày 4 tháng 8 năm 876638-5 | Tháng 7 năm 2004        | 72 - 75   |
| 09         | ISBN ngày 4 tháng 8 năm 876696-2 | Tháng 10 năm 2004       | 76 - 82   |
| 10         | ISBN ngày 4 tháng 8 năm 876764-0 | Tháng 3 năm 2005        | 83 - 87   |
| 11         | ISBN ngày 4 tháng 8 năm 876838-8 | Tháng 8 năm 2005        | 88 - 97   |
| 12         | ISBN ngày 4 tháng 8 năm 876884-1 | Tháng 11 năm 2005       | 98 - 107  |

### Ngoại truyện
Trong số các tập manga còn kèm theo sáu chương truyện đặc biệt cũng do Okamoto sáng tác. Bốn câu chuyện đầu tiên được xem như là one-shots (truyện một chương) và không liên quan gì đến diclonius. Câu chuyện thứ năm nói về Nozomi (vốn là một nhân vật trong cốt truyện chính), cung cấp thêm một số thông tin cơ bản cho nhân vật này. Câu chuyện cuối liên quan đến các nhân vật trong Elfen Lied, được xem là quà tặng cho người hâm mộ và không ảnh hưởng gì đến cốt truyện chính. Sau đây là đoạn mô tả kĩ hơn nội dung các ngoại truyện:
- MOL, phát hành kèm với tập đầu tiên.[54][55] Nói về một người đàn ông trẻ tuổi lập dị sống ở một thị trấn nhỏ, nơi đặt phòng nghiên cứu của anh. Cuộc sống của anh thay đổi khi tìm thấy trong nhà mình một phụ nữ trẻ tuổi, kích thước cỡ con búp bê trốn thoát khỏi phòng nghiên cứu, nơi anh đang thực hiện một số thí nghiệm khủng khiếp.
- Digitópolis (デジトポリス Dejitoporisu?), phát hành kèm với tập thứ hai.[56][57] Nói về một thành viên táo bạo của một đơn vị đặc nhiệm chuyên về tháo gỡ thuốc nổ. Giải thích lý do chọn công việc nguy hiểm đó, anh kể rằng do cha mẹ anh đã mất trong một vụ tai nạn đánh bom xe được cài mìn từ trước.
- Memoria (メモリア?), phát hành kèm với tập thứ ba[58][59] Nói về một thanh niên trẻ mua một con búp bê kì lạ tặng cho cha mẹ của một cô gái để họ đón nhận anh làm con rể sau 12 năm mắc bệnh nằm liệt trên giường. Sau khi đem con búp bê vô tri ấy về nhà được vài ngày, họ phát hiện ra trong con vật ấy có một sức sống khác thường, nó thể hiện ước mong của cô gái và chàng trai được gặp lại nhau. Trên thực tế họ đạ gặp và đem lòng yêu thương nhau suốt thời thơ ấu.
- Elfen Lied (エルフェンリート?), phát hành kèm với tập thứ năm.[60][61] Nói về một chàng trai và một cô gái nghệ sĩ piano trong Cuộc thi piano quốc tế Frédéric Chopin; sau cuộc thi, cô gái bỗng quyết định trở thành nghệ sĩ violon bởi vì cô không thể vượt qua được tài năng của chàng trai, và họ sau này trở thành bộ đôi chơi piano-violon giỏi nhất thế giới.
- Another happy future (もうひとつのしあわせな未来?), phát hành kèm với tập thứ tám.[62][63] Câu chuyện này có liên quan đến một nhân vật trong cốt truyện chính. Nó giải thích niềm đam mê ca hát của Nozomi và cô từ chối học ở các trường đại học khác theo lệnh của cha cô như thế nào. Đó cũng là lý do cô chuyển đến quán trọ sống chung với mọi người ở đấy, để học tập và thực hành chờ đến ngày thi tuyển sinh vào một trường âm nhạc.
- Does sake make one drink or make one drunk? (酒は呑むほう呑まれるほう??), phát hành kèm với tập thứ tám.[63][64] Truyện này có sự xuất hiện của các nhân vật chính trong Elfen Lied nhưng không ảnh hưởng đến cốt truyện chính. Trong đó, mọi người ở quán trọ uống quá nhiều rượu sake nên say và ngủ cả. Riêng Yuka và Nyu không kiềm chế được đã vào phòng của Kouta và lả lơi với anh. Cuộc vui bị gián đoạn khi bất ngờ Lucy quay về nhân cách cũ và nổi giận. Rất may là không có chuyện đáng tiếc xảy ra và câu chuyện kết thúc trong một hoàn cách khó xử.

## Anime
Anime Elfen Lied, do Mamoru Kanbe làm đạo diễn, sản xuất bởi ARMS và được hai công ty Nhật Bản là GENCO và VAP phân phối, với độ dài 13 tập phim và 25 phút mỗi tập. Từ tập 1 đến tập 11 có nội dung tương tự như tập 1 đến tập 6 manga. Hai tập phim cuối kết thúc khác với manga, do lúc đó bộ truyện vẫn chưa được hoàn tất.
Elfen Lied được phát sóng tại Nhật Bản trên kênh truyền hình kĩ thuật số AT-X từ 25 tháng 7 đến 7 tháng 10 năm 2004. ADV Films, nhà phân phối chính thức tại Hoa Kỳ, đã công bố rằng anime này là «một trong những bộ phim bán chạy nhất» và «đáng chú ý nhất» trong năm 2005.
Năm 2005, phát hành thêm một đĩa OVA kéo dài 24 phút có nội dung khoảng giữa hai tập 10 và 11, do đó nó được coi là tập phim 10,5. OVA được xem như là tập phim đặc biệt (特別編 Tokubetsu hen) thứ 14 khi nó cũng được tổng hợp lại trong phần 7 của DVD phát hành cùng năm mà không qua trình chiếu trên truyền hình. Nội dung đi sâu vào những khía cạnh khác của manga như mối quan hệ giữa Lucy và Nana hoặc về một người bạn lúc nhỏ của Lucy là Aiko, nhưng không ảnh hưởng gì đến tập cuối loạt phim.
Anime cũng được công chiếu tại nhiều quốc gia khác trên các kênh: MCM Belgique (Bỉ), The Anime Network (Canada và Hoa Kỳ), Virgin 17 (Pháp), Propeller TV (Anh), Buzz (Tây Ban Nha), 2x2 (Nga) và Animax (Nam Phi). Ngoài ra còn được phân phối bởi các công ty ADV Films (Đức, Mỹ và Anh), Kaze (Pháp và Hà Lan), Madman Entertainment (Úc) và Entertaintment (Nga).

### Các tập phim
Bảng sau liệt kê danh sách các tập anime và OVA đã ra mắt, với tựa đề bằng tiếng Anh (do chưa có tên tiếng Việt chính thức), rōmaji và kanji cùng ngày tháng phát hành tại Nhật Bản.
| #   | Tựa đề | Ngày phát hành       |
| --- | --- | -------------------- |
| 01  | A Chance Encounter (邂逅 Kaikō) | 25 tháng 7 năm 2004  |
| 02  | Annihilation (掃討 Sōtō) | 1 tháng 8 năm 2004   |
| 03  | Deep Feelings (胸裡 Kyōri) | 8 tháng 8 năm 2004   |
| 04  | Attack (触撃 Shokugeki) | 15 tháng 8 năm 2004  |
| 05  | Receipt (落掌 Rakushō) | 22 tháng 8 năm 2004  |
| 06  | Innermost Feelings (衷情 Chūjō) | 29 tháng 8 năm 2004  |
| 07  | Confrontation (際会 Saika) | 5 tháng 9 năm 2004   |
| 08  | The Beginning (嚆矢 Kōshi) | 12 tháng 9 năm 2004  |
| 09  | Reminiscence (追憶 Tsuioku) | 19 tháng 9 năm 2004  |
| 10  | Infant (嬰児 Eiji) | 26 tháng 11 năm 2004 |
| 11  | Complication (錯綜 Sakusō) | 3 tháng 10 năm 2004  |
| 12  | Quagmire (泥濘 Deinei) | 10 tháng 10 năm 2004 |
| 13  | No Return (不還 Fugen) | 17 tháng 10 năm 2004 |
| OVA | In the rain, or, how can a girl have reached such feelings? (通り雨にて 或いは, 少女はいかにしてその心情に至ったか? Tōriame ni te arui wa, shōjo wa ikani shi te sono shinjō ni itatta ka?) | 21 tháng 4 năm 2005  |

### Sản xuất
| Đạo diễn                  | Mamoru Kanbe                                   |
| Biên kịch                 | Takao Yoshioka                                 |
| Sản xuất                  | Kazuaki Morijiri Manabu Tamura Osamu Koshinaka |
| Chỉ đạo nghệ thuật        | Akira Ito Kiyoshi Ito                          |
| Thiết kế mỹ thuật         | Tomoyuki Aoki                                  |
| Thiết kế nhân vật         | Seiji Kishimoto                                |
| Chịu trách nhiệm kĩ thuật | Hiroyuki Ogawa Hiroyuki Taiga                  |
| Hiệu ứng màu sắc          | Ryota Nakada                                   |
| Hình thức                 | Takeshi Seyama                                 |
| Kế hoạch                  | Man Ooshima Mitsuru Ohshima Taro Maki          |
| Hướng âm                  | Katsunori Shimizu                              |
| Hiệu ứng âm thanh         | Mutsuhiro Nishimura                            |
| Ghi âm                    | Norio Nishizawa Megumi Kato                    |
| Âm nhạc                   | Kayo Konishi Yukio Kondō                       |
| Trình bày ca khúc         | Kumiko Noma (mở đầu) Chieko Kawabe (kết thúc)  |

Mamoru Kanbe được giới thiệu vào vị trí đạo diễn của loạt phim bởi nhà biên kịch và phụ trách hình ảnh Takao Yoshioka, ông cho rằng phong cách chú trọng các nhân vật truyện tranh của Kanbe là lý tưởng để chuyển thể bộ manga thành loạt phim truyền hình. Đầu tiên Kanbe tỏ ra không có nhiều hứng thú trong việc tham gia sản xuất loạt phim; tuy nhiên, ông đã rất hào hứng tham gia dự án sau khi đọc bộ manga của Okamoto, vốn vẫn còn được tiếp tục xuất bản cho đến lúc bấy giờ.
Kanbe nghĩ rằng: «Trước hết, đó là một câu chuyện tình yêu mà ông có thể thực hiện theo cách khiến cho khán giả không thể kìm được nước mắt». Thêm vào đó, trong suốt quá trình thực hiện loạt phim, ông còn thử nghiệm việc đưa vào sự đối lập về những trạng thái cảm xúc nổi bật, sử dụng bạo lực như một yếu tố quan trọng nhất để chuyển tiếp. Kamakura, theo nhóm sản xuất là bối cảnh lý tưởng để phát triển tác phẩm kịch tính cảm động và đầy tính suy ngẫm này. Sự bình yên và địa hình của nơi này chứa đựng một bức tranh nền tuyệt vời cho phần lõi sâu sắc và kinh dị của loạt phim.

### Đánh giá và giải thưởng
Elfen Lied được đánh giá cao về nội dung và xuất sắc về kĩ thuật dựng phim, hình ảnh cũng như màu sắc. Tuy nhiên, vì phim có thể hiện những cảnh khoả thân và xu hướng tình dục (vốn ít xuất hiện trong anime), đã bị phê bình là «quá lộ liễu và cứng nhắc» hay «quá gượng ép» tại nhiều thời điểm. Những đoạn máu me và chết chóc ngay từ những phút đầu tiên của tập thứ nhất đã ngăn cản nhiều người xem phim và gây nhiều tranh cãi sau khi phát hành. Nhìn chung, hầu hết các tập phim đều thể hiện yếu tố kinh dị và fanservice với những cảnh bạo lực quá mức, xuất hiện nhiều cảnh khoả thân và một chút mập mờ về tình dục.
Mặc dù có sự tham gia của nhiều diễn viên lồng tiếng đầy kinh nghiệm, bao gồm cả Noto Mamiko và Kira Vincent-Davis, các phiên bản tiếng Nhật, Anh và Tây Ban Nha đã bị chỉ trích vì lẫn khá nhiều tạp âm xen kẽ tiếng Nhật và Anh ở 3 tập đầu. Chưa kể đến việc nó kết thúc một cách đột ngột, rời rạc và làm cho người xem không hài lòng.
Bất chấp những đều đó, các nhà phê bình phương Tây vẫn đánh giá bộ phim là «một chương trình tuyệt vời, «một bộ phim kinh dị đáng khen», «xứng đáng để nhớ mãi» và «một anime đặc biệt, có sự cân nhắc cả thói tốt lẫn thói xấu». Các thành viên Anime News Network đã đánh giá bộ phim đạt 8,39 trên 10 điểm, với hơn 4.700 phiếu bầu và đứng ở vị trí 68 trong bảng xếp hạng anime hay nhất của họ. AnimeReactor Community Awards năm 2004 đã trao cho bộ phim các giải thưởng:
- «Anime có OP/ED ấn tượng nhất» (mở đầu và kết thúc)
- «Anime ly kỳ nhất» (bi kịch / cảm động / bí ẩn / kinh dị)
- «Anime kịch tính nhất» (drama)
- «Anime được hâm mộ nhất» (fanservice / ecchi)
- «Nhân vật nữ xuất sắc nhất» (Lucy / Nyu)

Thêm vào đó, trong lễ trao giải thưởng American Anime awards năm 2007, bộ phim được đề cử cho vị trí «Xê-ri phim ngắn hay nhất», mặc dù cuối cùng FLCL đã đoạt giải.
Sự lan rộng và phổ biến của Elfen Lied đã tạo ra một số chương trình nghệ thuật và văn học dành cho người hâm mộ, điển hình như webcomic Nana's Everyday Life (Cuộc sống thường ngày của Nana) do Daniel Kim sáng lập; Chương trình hài này được dịch ra một phần hay toàn bộ khoảng 10 ngôn ngữ, nhân vật chính có vẻ như là Nana và những câu chuyện đau khổ của cô. Mặc dù được xem như là một trò chơi giải trí, nó đặc biệt thể hiện nhiều cảnh rất tàn bạo và không phù hợp đối với những người dưới độ tuổi vị thành niên.

### Nhạc phim
Một soundtrack mang tên Elfen Lied OST được phát hành ngày 21 tháng 10 năm 2004 trên đĩa CD. Sáng tác bởi Kayo Konishi và Yukio Kondō, thời lượng khoảng 40 phút và chia thành 15 bài hát:
1. «Lily ~ bài hát mở đầu ~»
2. «Katsubō» (渇望?)
3. «Shinkai» (深海?)
4. «Hanayō» (花容?)
5. «Senkō» (閃光?)
6. «Yōran» (揺籃?)
7. «Jōzai» (浄罪?)
8. «Rin'ne» (輪廻?)
9. «Yakusoku» (約束?)
10. «Hakuri» (剥離?)
11. «Kokū» (虚空?)
12. «Yōkō» (陽光?)
13. «Neji» (螺旋?)
14. «Ametsuyu» (雨露?)
15. «Lily ~ nhóm saint trình bày ~»

#### «Lily»
«Lily» hay «Lilium» là bài hát chủ đề của toàn bộ anime, được sử dụng cho phần mở của mỗi tập phim. Tác giả đã kết hợp các đoạn kinh thánh và các bài thánh ca để làm giai điệu cùng bài hát với nền là tiếng Latin khiến cho nó có phong cách như một bài bình ca Gregorian, khi nghe sẽ cảm nhận được sự buồn đau ẩn sâu và chồng chất mà các nhân vật phải chịu đựng.
Sau đây là toàn bộ lời của bản gốc (tiếng Latinh) và nguồn được trích dẫn từ kinh thánh của ca khúc «Lily», cùng với bản dịch sang tiếng Việt từ tiếng Tây Ban Nha:
| Os iusti meditabitur sapientiam,                         | Tiếng nói của công lý sẽ soi sáng lẽ phải,                                                    |
| et lingua eius loquetur iudicium (...)                   | và chính lẽ công bằng sẽ nói lời phán xét (...)                                               |
|                                                          | «Os iusti»                                                                                    |
|                                                          |                                                                                               |
| Beatus vir qui suffert tentationem,                      | Thần thánh là người chịu đựng mọi cám dỗ cuộc đời,                                            |
| quoniam cum probates fuerit accipiet coronam vitae (...) | một khi cố gắng vượt qua thử thách, người đó sẽ nhận được vòng nguyệt quế của cuộc sống (...) |
|                                                          | «Epístola de Santiago»                                                                        |
|                                                          |                                                                                               |
| Kyrie, ignis divine, (...) eleison                       | Ôi Chúa trời, Ôi ngọn lửa thiêng, (...) đều có lòng khoan dung                                |
|                                                          | «Kyrie, fons bonitatis»                                                                       |
|                                                          |                                                                                               |
| O, quam sancta, quam serena,                             | Ôi, thật thiêng liêng, thật yên bình,                                                         |
| quam benigna, quam amoena (...)                          | thật nhân từ, thật dịu dàng, (...)                                                            |
| O, castitatis lilium (...)                               | Ôi, đóa hoa huệ thanh khiết đến vô ngần (...)                                                 |
|                                                          | «Ave mundi spes Maria»                                                                        |
|                                                          |                                                                                               |

Hầu hết các bản nhạc dùng trong anime điều được hòa tấu dựa trên bài hát chính này với nhiều nhạc cụ khác nhau, như bài hát mở đầu (do Noma Kumiko trình bày với giọng nữ cao cùng một dàn nhạc dương cầm và piano), saint (do một đoàn ca nam thực hiện) hay các bài nhạc khác được thực hiện dưới sự phối nhạc của Kōta.

#### «Be your girl»
«Be your girl» là bài nhạc kết thúc của mỗi tập anime. Bài hát theo phong cách J-Pop nhẹ nhàng được trình diễn bởi Kawabe Chieko hoàn toàn ngược với chủ đề kinh dị của phim nó nói lên các mối quan hệ tình cảm nhẹ nhàng giữa Nyu và Kōta dù vậy nhà sản xuất không đưa ra lời bình luận nào. Được phát hành vào ngày 28 tháng 04 năm 2004 nó cũng đánh dấu cho việc xuất hiện của Kawabe trước công chúng. Bài hát còn được đứng ở vị trí thứ 67 tại bảng xếp hạng Oricon và vẫn giữ nguyên như thế sau ba tuần.

## Chủ đề và phong cách
Trong lời bình luận của đạo diễn Mamoru Kanbe trên website chính thức của Elfen Lied, ông nói rằng ông dự định sẽ tạo cho anime những câu hỏi và thảo luận về các giá trị liên quan đến nhân tố hình thành sự khác biệt tính cách ở mỗi con người, cũng như sự tin tưởng vào những tội ác mà Lucy gây ra là do phải chịu những đắng cay tủi nhục suốt thời thơ ấu. Nhìn chung, những số phận trong tác phẩm tượng trưng cho nhân cách của mỗi con người, đề cấp đến vấn đề phân biệt chủng tộc, xâm phạm đến trẻ em và những phát sinh của nó, cũng như sự tương phản giữa tình thương yêu và lòng thù hận của từng cá thể, điển hình như sự trả thù mãnh liệt của Lucy và những ký ức hạnh phúc với Kouta thời thơ ấu. Sự đối đầu giữa diclonius và loài người được ví như khái niệm về sự diệt chủng và thanh lọc của từng chủng tộc, vì khả năng tồn tại của cả hai dưa theo thực lực bên nào chiếm ưu thế. Ngoài ra, một chi tiết nhỏ nữa mà Okamoto tiết lộ với đọc giả, đó là ông hy vọng người xem sẽ nhận ra ẩn ý về con đường sống của Lucy. Ông nói: «Lucy thật sự đã có thể tự sát bằng vector sau khi ý thức được những tội ác mình đã gây ra và chịu biết bao đau khổ khi bị bắt làm những thí nghiệm tra tấn.(...) Nhưng cô vẫn nhịn nhục, chịu đựng và cố gắng sống cho đến khi nói được lời xin lỗi với Kouta trên ngọn hải đăng Enoshima về cái chết của cha và em gái anh; qua đó cho thấy tính nhân văn sâu sắc của tác phẩm». Kanbe đã liên hệ các điều trên lại với nhau và sử dung trong bộ anime của ông. Ở cuối mỗi tập phim, lời giới thiệu cho tập tiếp theo đều nêu lên các vấn đề này một cách khéo léo và lồng ghép giữa tình tiết trong phim với cuộc sống thường nhật, tạo nên một xúc cảm to lớn cho người xem và góp một phần lớn vào sự thành công của loạt phim.
Xuyên suốt anime và manga là những vấn đề tâm lý sâu sắc, nổi bật hơn cả là sự đè nén, đấu tranh của diclonius trước đại đa số con người tàn nhẫn. Một nhà phê bình đã nhận xét tác phẩm này là «sự dâng hiến cho bóng tối với nhiều nhân tố tàn ác trong con người», do sự mâu thuẫn của việc thay đổi nhân cách, bạo lực quá mức, những thí nghiệm tàn nhẫn và tất nhiên là cả việc giết người.
Elfen Lied thực sự không dễ dàng để được xếp vào một thể loại nhất định, nó có cả các yếu tố kinh dị, hài hước, drama, tình cảm lãng mạn, hành động, khoa học viễn tưởng và suspense. Nó chỉ nhằm vào đối tượng người lớn (adult manga) do thể hiện rất nhiều những hành vi dã man và những cái chết khủng khiếp, khoả thân và thậm chí cả tra tấn lẫn hãm hiếp, dẫn đến sự không phù hợp cho người dưới tuổi vị thành niên. Nhiều phong thái và thể loại xen kẽ lẫn nhau và có thể được miêu tả như là «một hỗn hợp điên cuồng của bạo lực và sự ranh ma, xảo quyệt», để cố gắng cân bằng những hành vi đen tối và những khoảnh khắc lãng mạn, hài hước. Elfen Lied có nhiều nét tương đồng với các manga khác như Cô gái tiên nữ, 3x3 Eyes và Gunslinger Girl, trong đó có các khái niệm về bản chất như hành vi của diclonius, hình dáng và tính cách của Lucy/Nyu.

## Văn hoá - Xã hội liên quan

### Khảo cổ học và sinh học

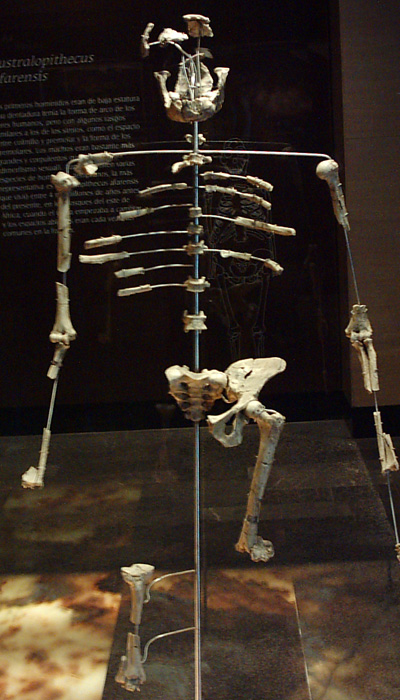
Bộ xương của Lucy được trưng bày tại Bảo tàng Quốc gia về Nhân chủng học tại México.

Lucy là tên gọi của một đứa trẻ sau khi được giao cho quản lý Viện nghiên cứu Diclonius, tên thật của cô là Kaede như chúng ta đã được biết trong chương cuối của manga. Cái tên này có liên quan đến Lucy, một loài động vật họ Người mang tên Australopithecus afarensis được tìm thấy đầu tiên, phát hiện vào năm 1974 bởi nhà nhân chủng học người Mỹ Donald Johanson ở Ethiopia; sau đó được xem là tổ tiên lâu đời nhất của con người sống cách đây 3.200.000 ngàn năm.
Manga cũng đề cập đến khái niệm di truyền học về Ti thể Eve. Ti thể là bào quan hiện diện trong các tế bào nhân chủng, có chức năng tạo ra năng lượng cho hoạt động của tế bào. Mỗi bào quan có ti thể DNA của riêng chúng và được truyền qua cơ thể người mẹ. Như vậy, khi so sánh ti thể DNA của các chủng tộc khác nhau trên thế giới cho thấy tất cả đều có quan hệ thân thích với nhau, và chỉ có một tổ tiên nữ duy nhất sinh ra các thế hệ con người sau này. Kế hoạch của giám đốc Kakuzawa là dự định sẽ dùng Lucy để tạo ra một ti thể mới thay thế ti thể con người và đồng nghĩa với việc thay thế cả nhân loại.
Mặt khác, diclonius (tiếng Hy Lạp: di- [gấp đôi] + klon [sự sống] + -ius, «gấp đôi sự sống») là một chi của họ khủng long Hadrosaurid sống vào cuối kỉ Creta. Trong manga, ban đầu thuật ngữ này được xem như là một sai lầm vì nó tập trung đề cập đến đặc điểm nội bật nhất của họ là có hai sừng trên đầu, trong khi loài khủng long thật sự không có hình dáng này.

### Địa lý
Bối cảnh nội dung của Elfen Lied đều ở thành phố Kamakura thuộc Nhật Bản, cách thủ đô Tokyo khoảng 50 km về phía Tây. Trong toàn bộ manga, và đặc biệt là anime, đã miêu tả rất chi tiết nhiều địa điểm trong thành phố và các vùng phụ cận, chẳng hạn như bãi biển Yuigahama, đền Sasuke Inari hoặc Zeniarai Benzaiten, hay cả hòn đảo gần đó là Enoshima.
Trong quá trình làm phim, đạo diễn Mamoru Kanbe đã tâm sự: «tôi thích Kamakura. (...) Mỗi lần đến đó, tôi có một sự lạc quan cao độ và cảm giác hạnh phúc lạ thường». Trong một dự án làm phim trước đó cũng nằm ở Kamakura, nhưng Kanbe không thể tạo dựng và lồng ghép các cảnh quan đặc trưng của thành phố như ông muốn; tuy nhiên trong Elfen Lied lại thường xuyên cần phải kết hợp và tái tạo các chi tiết dựa theo cảnh thật như ảnh nghệ thuật và địa điểm xảy ra, góp phần làm tăng thêm cảm xúc cũng như làm sinh động hơn câu chuyện.

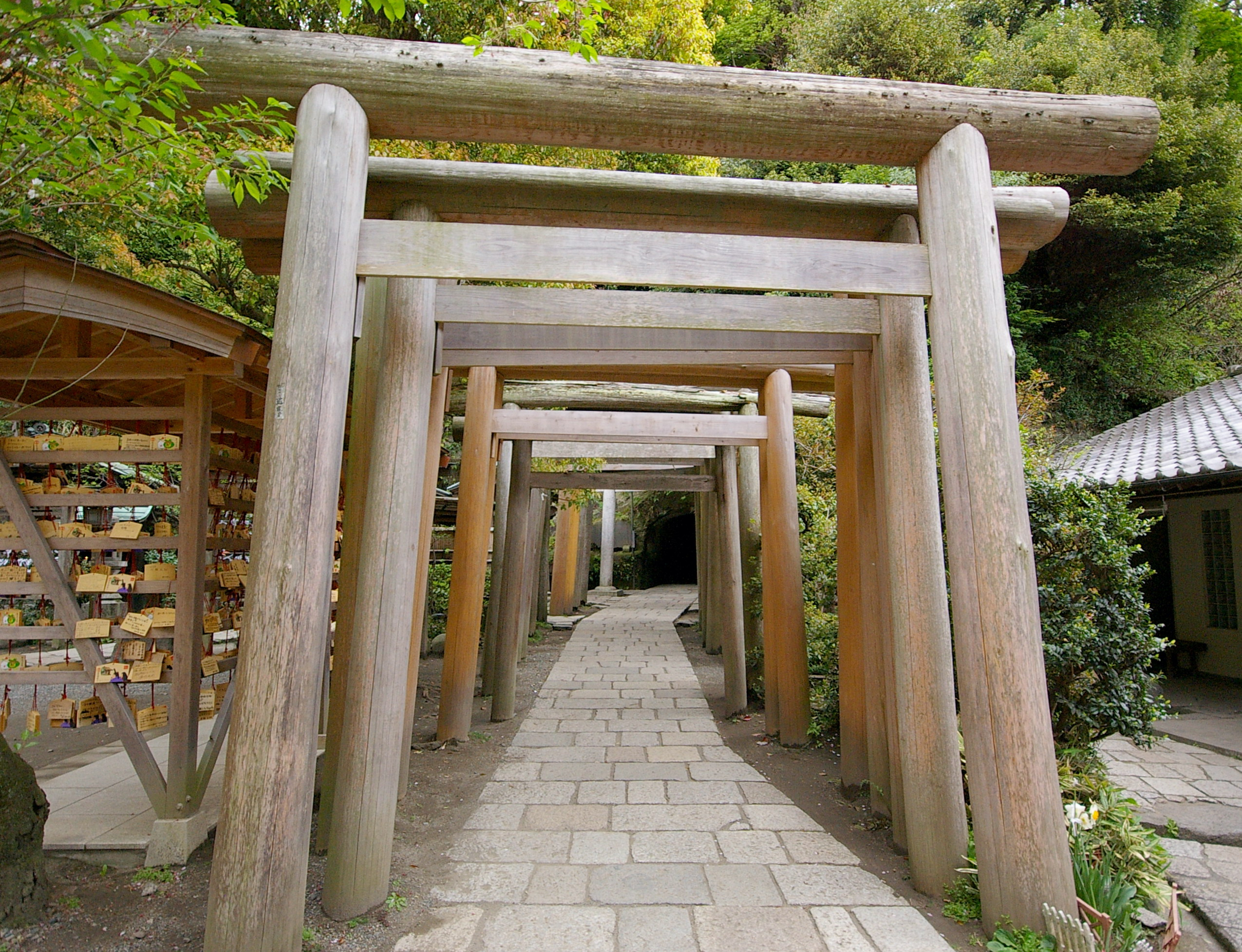
Lối vào Zeniarai Benzaiten (địa điểm này từng xuất hiện trong anime).
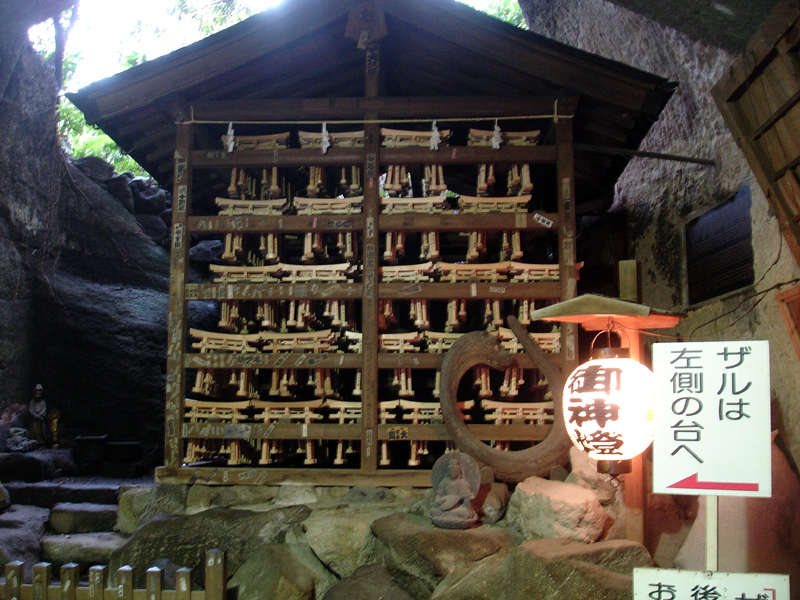
Cảnh vật bên trong Zeniarai Benzaiten (xuất hiện trong OVA).
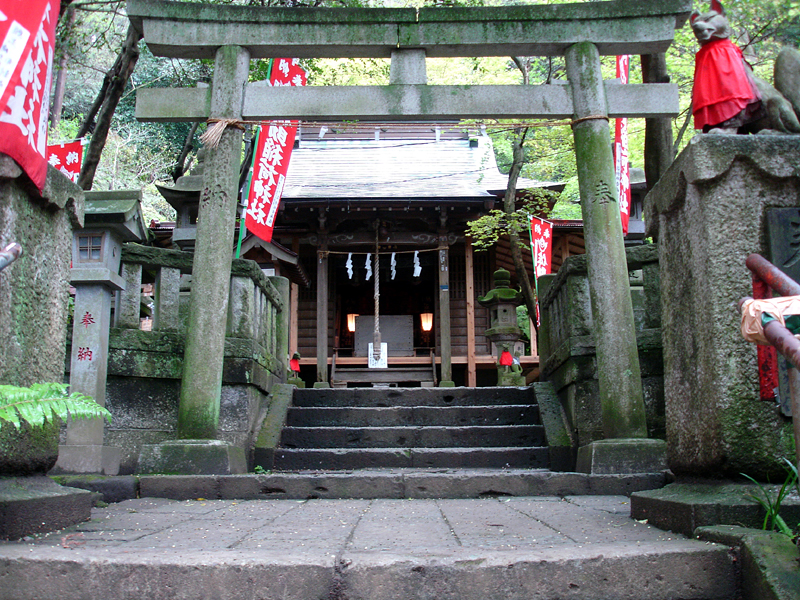
Lối vào đền Sasuke Inari.
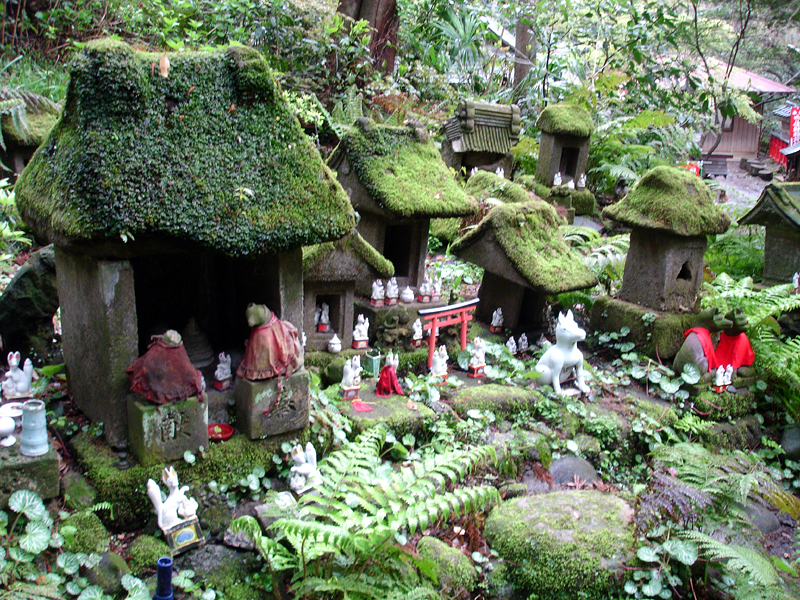
Vật trang trí bên ngoài Sasuke Inari.

### Tâm lý học
Xuyên suốt nội dung Elfen Lied, các vấn đề về sự rối loạn tâm lý có thể nhìn thấy ở một số nhân vật:
- Khuynh hướng sát nhân: khi chỉ mới khoảng 3 hay 4 tuổi, các silpelit đã bắt đầu bộc lộ bản năng dòng tộc, cha mẹ của chúng thường là nạn nhân đầu tiên (trừ khi họ đều là diclonius).[13]
- Rối loạn nhân cách (thay đổi nhân cách hay đa nhân cách): do chấn thương thể chất hay tâm lý, nhân vật diclonius có thể đảo ngược hoàn toàn nhân cách của họ, trở thành người vô hại (Nyu) hay tàn ác (Lucy).[18]
- Mất trí nhớ: Kouta bị mất đi ký ức tuổi thơ của mình như một cơ chế tự động bảo vệ anh khỏi những chấn động tâm lý khi chứng kiến cha và em gái bị sát hại một cách khủng khiếp.[45]
- Phụ thuộc: Silpelit Nana phát triển một mối quan hệ phụ thuộc hoàn toàn cả thể xác lẫn tâm hồn vào Kurama, coi anh như cha và làm bất cứ chuyện gì để làm anh vui, như một cách để giảm nhẹ sự đau đớn khi bị tra tấn.[15]
- Rối loạn tâm lý khi chịu sự chia cắt: Mayu không thể chịu đựng nội khi phải rời xa Wanta, chú chó cô tìm thấy sau khi chịu đựng nỗi đau từ việc bị người cha dượng quấy rối tình dục; và xem nó như là người bạn tốt nhất thay vì một con vật nuôi.[47]
- Rối loạn nhân cách chống xã hội: Bandou là một nhân vật không bao giờ biết hối hận, rất bốc đồng và bạo lực, vui vẻ trước sự đau khổ của người khác.[44]
- Hội chứng tâm thần phân liệt: Tại thời điểm lên đến mức quá giới hạn chịu đựng của con người, Kaede nghe và thấy một diclonius tưởng tưởng xui khiến cô bộc lộ bản năng của kẻ sát nhân.[116]

### Ưu sinh luận
Một số nhân vật trong Elfen Lied chạy theo việc tạo ra một giống loài mới bằng cách tận dụng Lucy, vốn là một diclonius thuần khiết; chẳng hạn như chương trình ưu sinh mang tên «Lebensborn» do Giáo sư Kakuzawa đề ra. Kế hoạch Lebensborn được sử dụng dưới thời Đức Quốc xã thực tế được xem như là một chương trình quốc gia, tạo ra bởi Heinrich Himmler nhằm tăng sự sinh sản của các chủng tộc Aryan thuần khiết ở châu Âu thông qua việc hỗ trợ tài chính và sự ưu đãi cho vợ các thành viên SS.

### Âm nhạc và thơ ca
Tựa đề Elfen Lied bắt nguồn từ bài hát tiếng Đức Elfenlied («Elf Song», tạm dịch: «Bài ca của loài quỷ»), một tác phẩm của nhà soạn nhạc theo trường phái lãng mạn người Áo Hugo Wolf. Bài thơ Elfenlied của nhà văn Đức Eduard Mörike là tiền đề cho nhạc phẩm của Wolf, người đã từng soạn ra nhiều tác phẩm tương tự của nhà văn này để tạo ra nhạc phẩm của mình. Đây cũng là bản nhạc duy nhất được nhắc đến trong manga, và Nozomi đã tập cho Nyu hát trong thời gian cô sống ở quán trọ.
Trong bài thơ của Mörike cũng có đề cập đến silpelit, một nhân vật xuất hiện trong vở opera Eduard auf dem Seil của cùng tác giả.

### Hội họa
Những đoạn opening và ending của mỗi tập anime thể hiện hình ảnh nhân vật được mô phỏng theo các tác phẩm của họa sĩ thuộc trường phái tượng trưng người Áo Gustav Klimt, bắt chước trang phục, màu sắc và hoa văn của chúng. Ví dụ như bức tranh Nụ hôn, Sự hài lòng hay Danaë, cùng nhiều tác phẩm khác (liệt kê bên dưới).

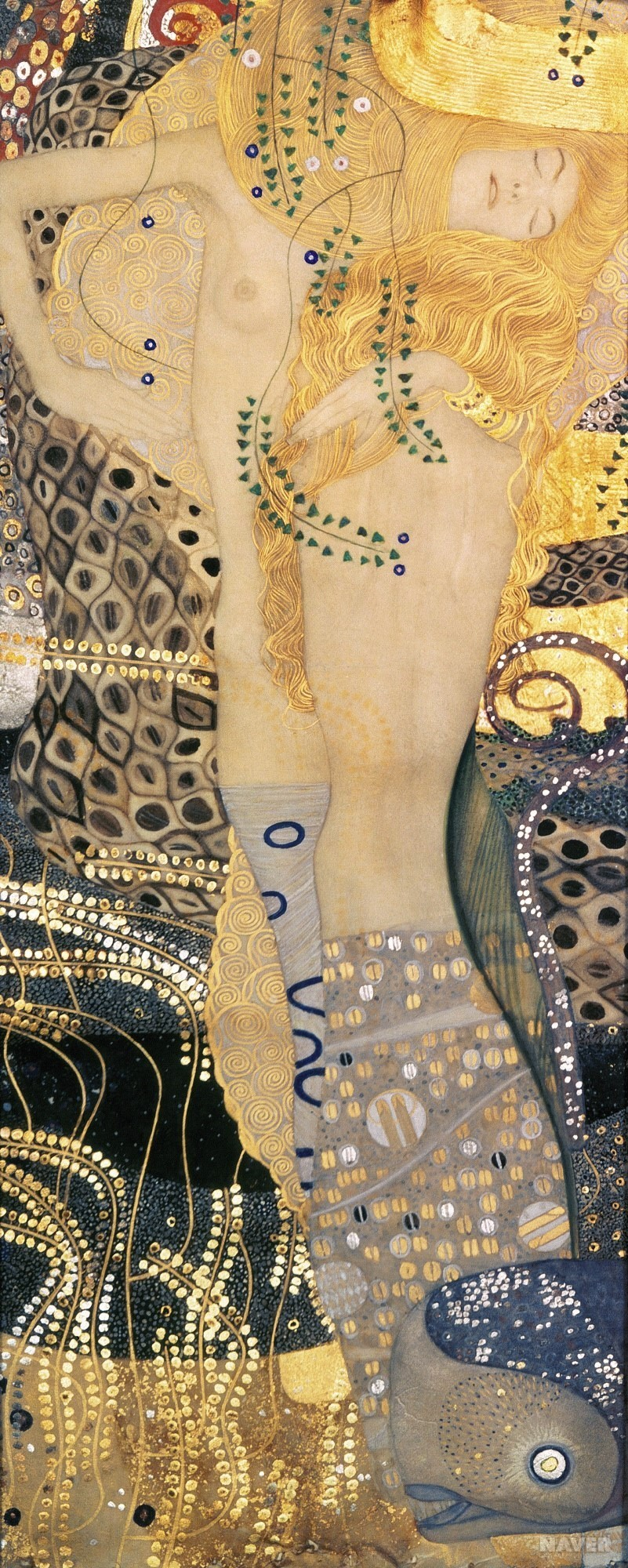
Water Serpents I (1904-1907)
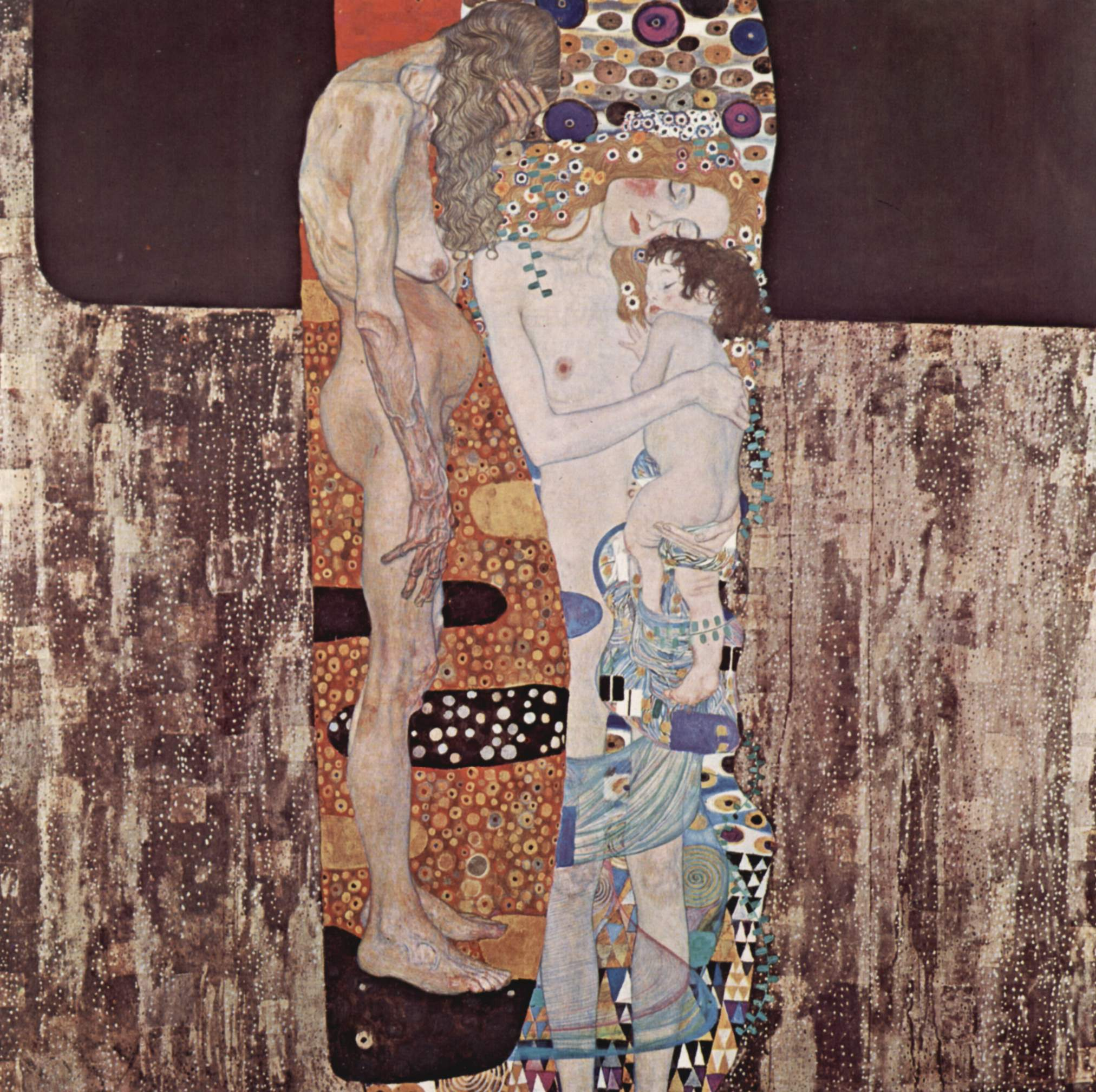
The Three Ages of Woman (1905)
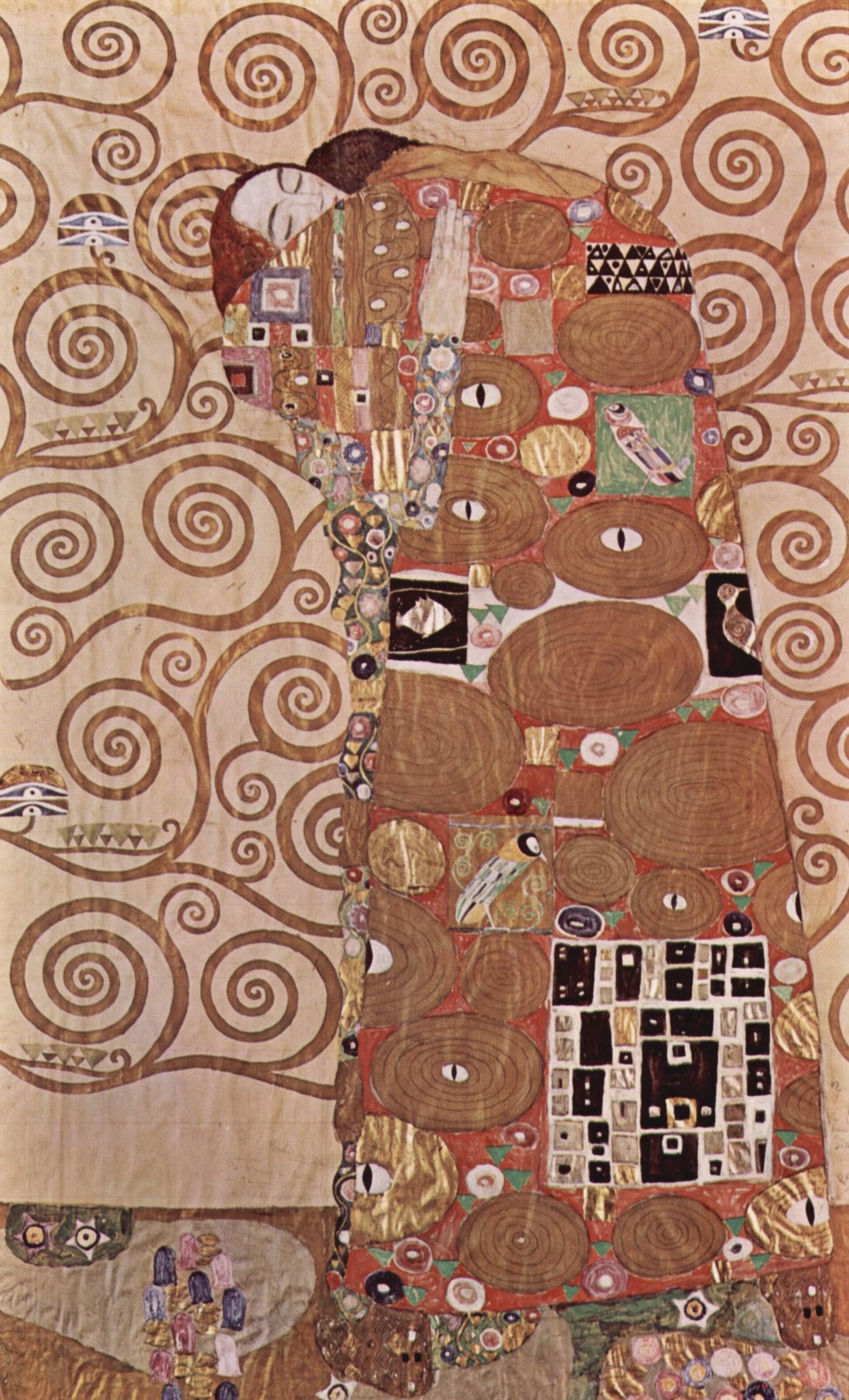
Sự hài lòng (1905-1909)
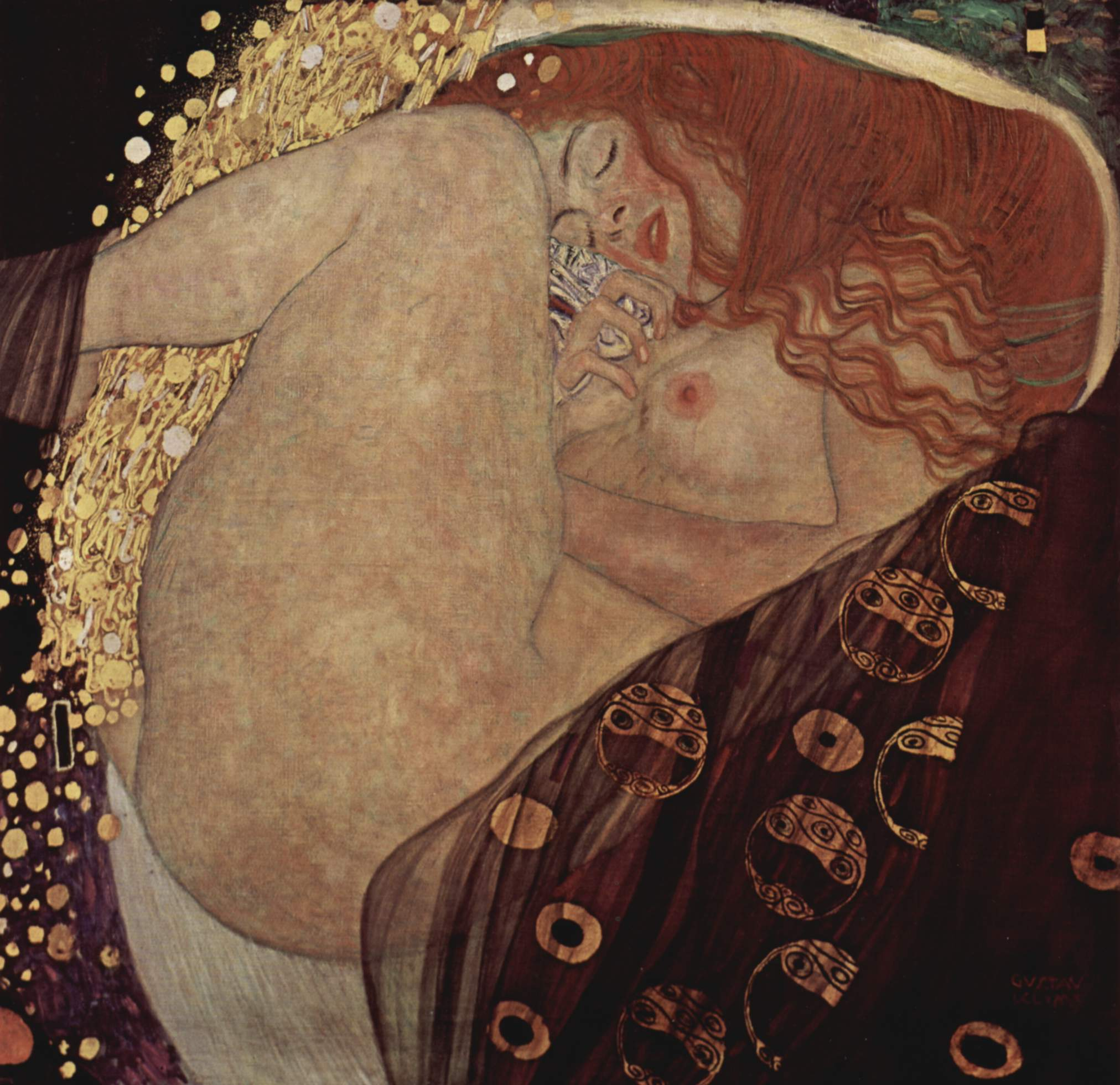
Danaë (1907)
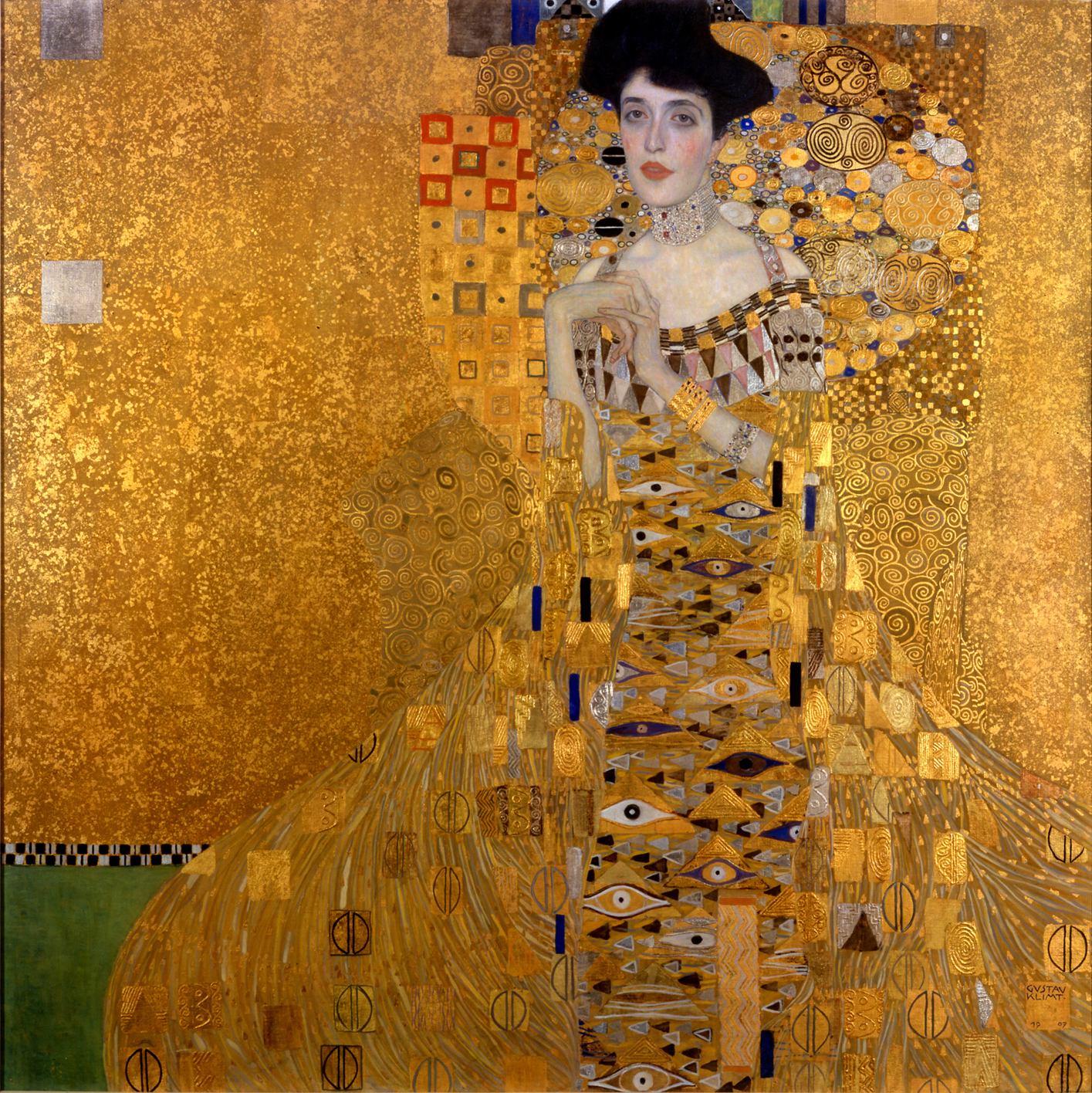
Chân dung Adele Bloch-Bauer I (1907)
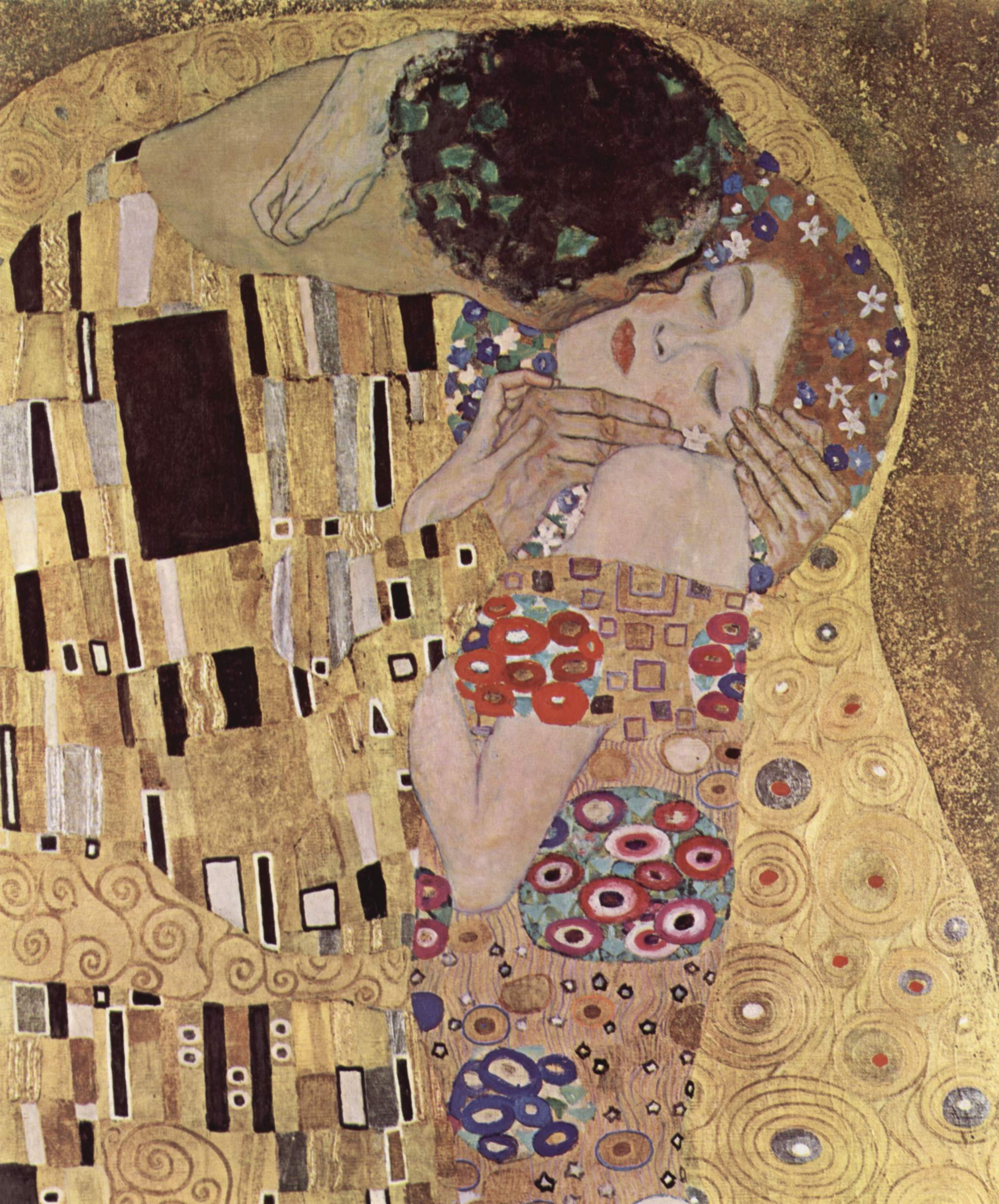
Nụ hôn (1907-1908)
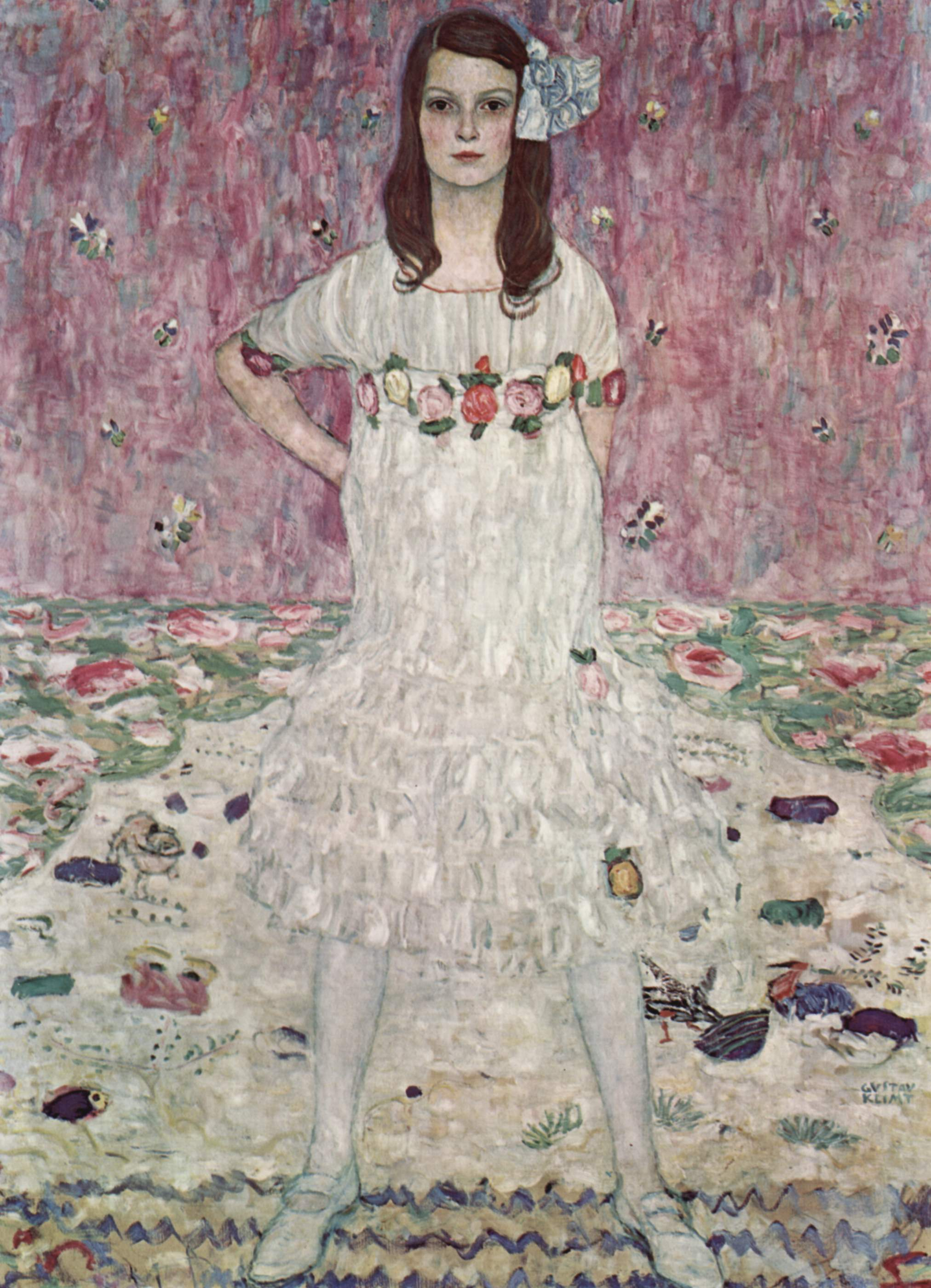
Mäda Primavesi (1912)
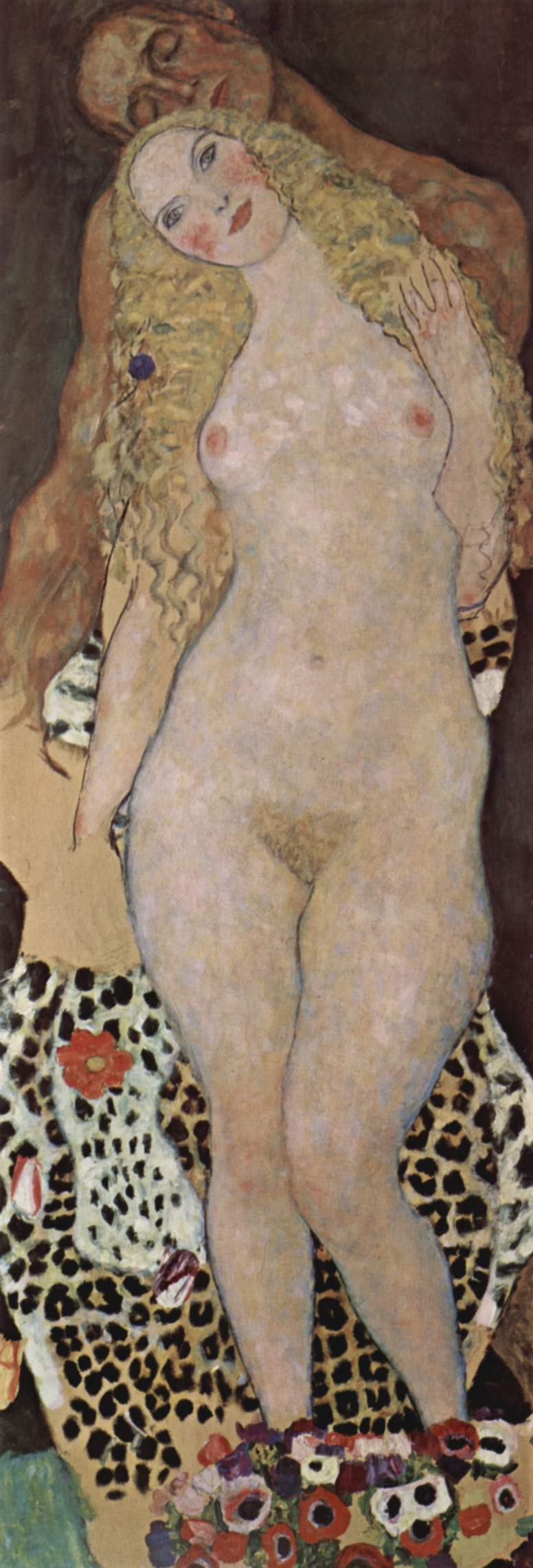
Adam và Eve (1917-1918)